# 中華民國
23°30′N 121°00′E / 23.500°N 121.000°E
中華民國是位於東亞的民主共和國，在歷史上曾為中國之代表政權，現今多通稱「臺灣」。建國時以前清之中國既有領土為疆域，現有效管轄範圍包括臺灣、澎湖群島及其附屬島嶼，以及中國大陸福建沿岸的金門群島、馬祖列島等島嶼，多合稱為「臺澎金馬」、「臺灣地區」或「自由地區」，土地面積共36,197平方公里，其中臺灣及其附屬島嶼占99%以上。目前以位居東亞島弧的臺灣本島爲主要領土，東臨太平洋（菲律賓海）、西隔臺灣海峽、南界巴士海峽、北瀕東海，其地形陡峭、景觀多樣，約三分之二的面積為山地和丘陵地形。全國人口約2,350萬人，人口密度在全世界人口大於1,000萬人的國家中位列第二，其中大部分居住於臺灣西部平地，形成數個都會區。首都為臺北市，人口最多的城市則為新北市。
1911年10月10日，辛亥革命爆發，孙中山等革命黨人於1912年1月1日在南京宣告建立中華民國，並在數月後正式取代清朝繼承中國政權。建國初期的北洋政府時代，政治上陷入長期軍閥混戰及南北分裂，社會上則持續走向自由化及西化。1928年，中國國民黨領導的國民政府透過北伐統一中國，之後以黨治國施行訓政，以三民主義為治國最高原則，推動國家現代化；另一方面，此前有合作關係的中國共產黨與中國國民黨決裂，先後建立數個割據政權，雙方展開長年內戰。1937年，中國抗日戰爭全面爆發，並在1941年太平洋戰爭爆發後成為第二次世界大戰的一環；中華民國身為二戰同盟國在亞洲戰場的抵抗力量之一，國際地位大幅提升，並在1945年日本投降後接管臺灣。抗戰期間，國共第二次合作，但戰後再度爆發內戰。1947年，《中華民國憲法》施行，國民政府改組為行憲之中華民國政府，但未久因內戰規模擴大而宣告動員戡亂、並凍結憲法部分條文，國家走向威權統治。1949年，中國共產黨透過內戰控制中國大部分領土後建立中华人民共和国，中華民國政府與執政的中國國民黨則撤退至臺灣、並長期宣告臺灣戒嚴；此後雙方在國際社會上競逐中國主權，除了隔臺灣海峽分治及對立外，時有軍事衝突，為世界冷戰格局的一環。直到1987年，中華民國政府解除臺灣戒嚴狀態，再於1991年終止動員戡亂時期及修訂《中華民國憲法增修條文》，實務上承認治權僅及於臺澎金馬，在不承認中華人民共和國主權的法律框架下與中國大陸和平往來。1990年代，中華民國持續進行政治改革，透過修憲、國會全面改選、總統直選等民主化措施，逐漸轉型為多黨自由競爭之自由民主國家，政治體制則從戒嚴時代的維持法統朝向臺灣本土化發展。2000年的中華民國第二次總統直選由民主進步黨勝出，達成行憲以來首次政黨輪替，此後政權和平轉移等憲政秩序運作成為國家政局常態。
中華民國主權屬於國民全體，在經歷數次修憲後成為半總統制政體，以總統為國家元首、行政院院長為政府首腦；中央政府按五權憲法精神分為行政院（內閣）、立法院（國會）、司法院（掌管各級法院）、考試院及監察院，地方政制則依行政區劃分為2個省（已虛級化）、6個直轄市、13個縣及3個市。中華民國是聯合國創始會員國之一，且曾是其會員國與安全理事會常任理事國，但在1971年被中華人民共和國取代原有的聯合國「中國」席次後，逐漸失去多數國家的外交承認。中華人民共和國建國後主張已繼承中華民國，並進一步主張擁有臺灣主權、以及不放棄以武力手段拿下臺灣，對中華民國構成最大政治及軍事威脅；但自1990年代以來，臺灣與中國大陸在軍事對峙相對緩和的情勢下，發展緊密的經貿、民間交流等非官方之雙邊關係。目前中華民國有12個邦交國，且與美國、日本等眾多非邦交國發展夥伴關係，同時也是數個政府間國際組織及多邊機制的成員。
中華民國提倡民主、自由、人權、法治等基本價值，並持續推動全民健康保險、社會救助方案、多元語言文化發展等政策；其社會由臺灣原住民族、漢族（包含閩南、客家兩大民系及外省族群）、新住民等多元族群構成，兼容南島、中華、日本、西方及全球各地文化，同時在視覺藝術、文學出版、表演藝術、電影、戲劇等藝文領域均有所發展。中華民國現今是世界第22大經濟體，實行市場經濟制度，主要奠基於二戰後的臺灣經濟奇蹟，屬於中等強國之列；主要產業包括製造業、服務業及貿易業等，是世界半導體、資通訊產業的重要領導者，在全球經濟占有重要地位，同時與國際社會之間有着極高的經貿依存度。

## 國名及象徵

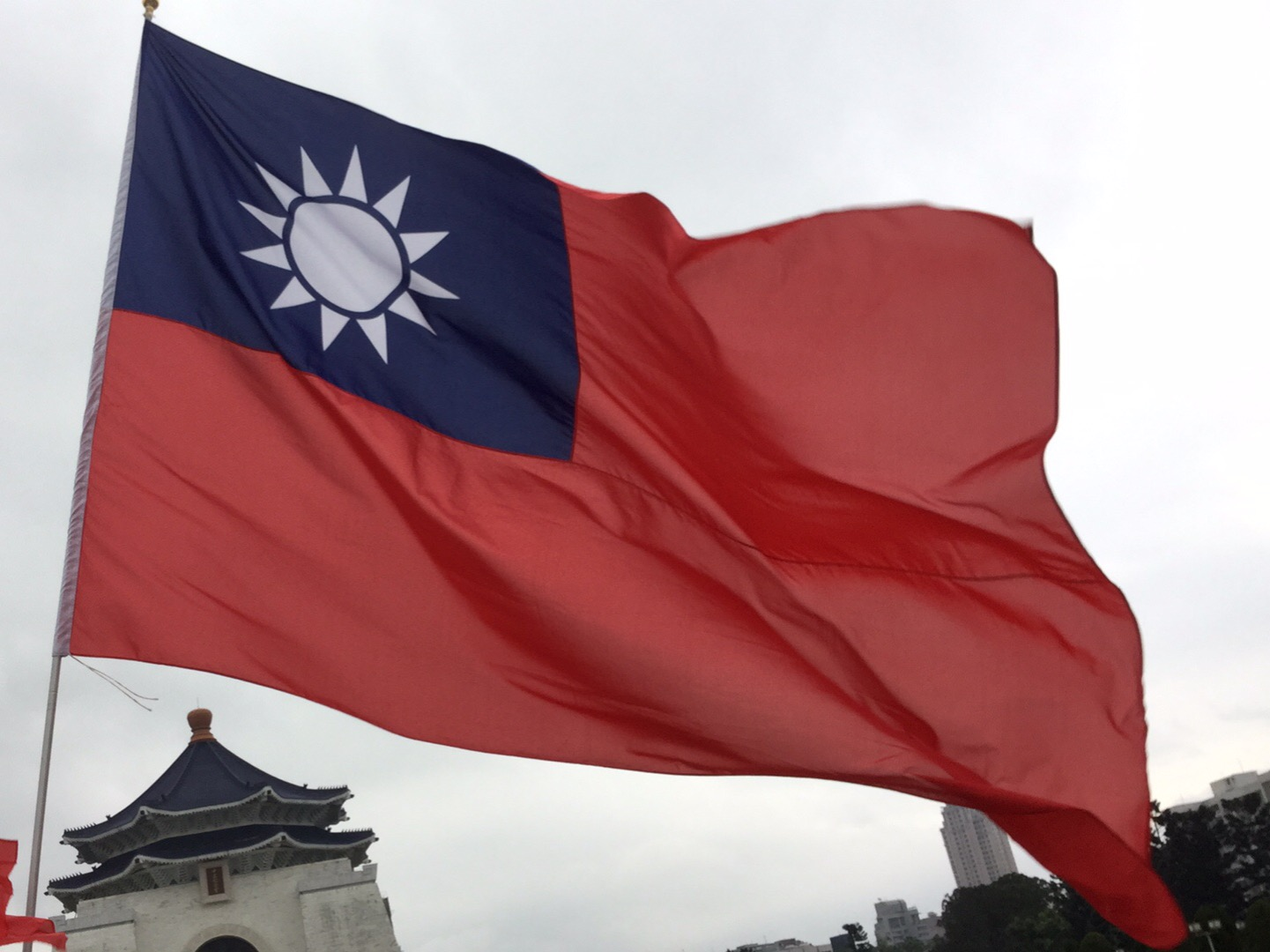
懸掛於臺北中正紀念堂的中華民國國旗

「中華民國」一稱最早是由孫中山於1905年在日本東京召開的中國同盟會成立大會上所提出。1912年1月1日，各省都督府代表聯合會宣布建立民主共和制國家，使用「中華民國」作為國號。延續中國改朝換代同時改元的慣例，中華民國從年號紀年改為民國紀年，並以中華民國建國的公元1912年為元年。1949年後，中華民國政府遷往臺灣，主張擁有包含中國大陸及臺灣在內的的全中國之主權，並在聯合國等國際組織代表「中國」；但在1990年代後承認中華人民共和國實際統治中國大陸，而中華民國有效統治範圍是臺澎金馬地區。目前中華民國多通稱為「臺灣」，在不同國際組織則使用「臺澎金馬個別關稅領域」、「中華臺北」等權宜名稱。
北洋政府時期，中華民國以五色旗為國旗，《卿雲歌》為國歌。五色旗的紅色、黃色、藍色、白色、黑色橫條代表五族共和。現行中華民國國旗是孫中山以青天白日旗（陸皓東設計）為藍本，加上紅色底色，形成「青天、白日、滿地紅」的國旗。青色代表光明純潔、民族和自由；白色代表坦白無私、民權和平等；紅色代表不畏犧牲、民生和博愛。白日的12道光芒代表一年12個月、一天12個時辰，並象徵國家命脈與鼓舞國人與時俱進。中華民國國徽同樣以青天白日為基礎，國家代表色為藍色、白色與紅色。
現行中華民國國歌歌詞出自孫中山於1924年在中國國民黨陸軍軍官學校發表的《黃埔軍校訓詞》，由程懋筠譜寫音樂。最初作為中國國民黨黨歌，在國歌尚未制定前代替國歌。直到1937年，中國國民黨正式將其黨歌定為國歌。升降中華民國國旗則演奏《中華民國國旗歌》，該國旗歌還作為國際場合的國歌替代方案。中華民國國花為梅花，在1964年正式核定。梅花的凌冬耐寒表現堅貞剛潔，三蕾五瓣代表三民主義及五權憲法。中華民國國家象徵還有「中華民國之璽」與「榮典之璽」兩枚中華民國國璽。

## 發展歷程
1912年，中華民國在中國大陸宣告成立，並經歷北洋政府、國民政府等時期。同時期，臺灣、澎湖群島接受日本殖民統治（1895年至1945年），更早以前則歷經荷西（1624年至1662年）、明鄭（1661年至1683年）和滿清（1683年至1895年）的統治。1945年，中華民國政府接管臺灣，臺灣的日本政經體制與中國大陸體制接軌。1949年，中國共產黨在中國大陸建立中華人民共和國，此後中華民國政府僅統轄臺灣地區。1970年代後，中華民國無法在國際上繼續代表「中國」、及民主多元社會成形，臺灣地方意識、本土文化備受重視，原住民與客家族群亦爭取族群地位，出現新的國族觀念與文化認同。
在1980年代之前，中華民國政府與學界將中華民國史等同於「中國現代史」，在以中國國民黨為主體的國民革命史觀下，維持大中國的國土框架，臺灣史則被定位為中國地方史。但在1990年代，學界已難以將中華民國史等同與中國現代史，臺灣史則成為新的研究主流，但遷臺後的民國史與戰後臺灣史在定位上產生疑義。至建國一百年，中華民國政府參與的民國史修撰及臺灣學界發展出Y字型軸線的民國史觀，敘事主體改為在臺灣的中華民國，將當前的中華民國歷史視為遷臺前民國史與日治臺灣的匯合。而同樣基於「正統」問題，中國大陸學界通常將民國史界定為1911年至1949年間。

### 民國肇建

1945年底中華民國公告的疆域，其中外蒙古、唐努烏梁海、西藏等地未實際控制。隔年1月，中華民國承認外蒙古独立，但在1953年廢止承認，直至2002年再次承認獨立

1840年第一次鴉片戰爭後，清朝外交及戰役失利，中國淪為半殖民地。隨著清朝改革運動和立憲運動失敗，孫中山等人組成中國同盟會。1911年10月10日，革命軍發動武昌起義，各省宣布脫離清朝統治自行獨立，是為辛亥革命。同年12月，各省都督府代表聯合會在南京府組織中華民國臨時政府，選舉孫中山為臨時大總統。後臨時政府為紀念革命軍武昌起義成功，遂定每年10月10日為中華民國國慶日，稱雙十節。1912年1月1日，孫中山宣誓就職，中華民國正式成立。建國後，孫中山組織臨時參議院，制定《中華民國臨時約法》。清朝內閣總理大臣袁世凱和中華民國臨時政府達成協議，逼迫宣統帝溥儀退位；孫中山則主動辭職，由袁世凱繼任臨時大總統，臨時政府從南京遷都北京。
其後內閣由北洋軍閥掌控，史稱「北洋政府」。在國民黨領導人宋教仁遭到暗殺後，孫中山等發動二次革命失敗。當選大總統的袁世凱先後頒布《中華民國約法》、接受日本《二十一條》，其後因為籌備中華帝國引發護國戰爭。在袁世凱逝世後，北洋政府因為對德宣戰案爆發府院之爭，並經歷張勳復辟、曹錕賄選等事件。另一方面，不滿北洋政府的孫中山在廣州市組織護法軍政府，形成南北分裂。隨著中國知識分子發起新文化運動、以及五四運動的爆發，促進文化改革與思想發展。其後中華革命黨改組成為中國國民黨，而中國共產黨也在1921年成立。
由於北洋軍閥與地方軍閥持續爭權、各方勢力陷入混戰，中國國民黨與中國共產黨展開合作，成立陸軍軍官學校。1925年，國民政府在中國國民黨的領導下在廣州市成立。1926年起，蔣中正擔任國民革命軍總司令，發動國民革命軍北伐。1927年定都南京市，並展開清黨。1928年東北易幟後，北洋政府終結，中國分裂政局宣告統一。其後，國民政府依照孫中山之遺教，實施以黨治國的訓政，國家建設得到發展。同時期內部有地方軍閥與中國共產黨勢力割據，外部有大日本帝國威脅。1927年起，中國共產黨在多地建立革命根據地。1931年，日本發動九一八事變，成立傀儡政權滿洲國。
1937年，隨著日本在盧溝橋發動七七事變，中國抗日戰爭全面爆發，日本軍在戰爭初期攻下南京市，國民政府遷往重慶市，雙方陷入僵持；其後中華民國與美國、英國、蘇聯結為同盟國，使中國抗日戰爭成為第二次世界大戰之一環，最終在1945年獲得勝利。在日本投降後，國民政府還都南京市，中國共产黨則進駐日本控制區，雙方展開政治協商會議。1946年，制憲國民大會通過《中華民國憲法》。1947年，《中華民國憲法》施行，召開第一屆國民大會。1948年，國民大會選舉蔣中正為行憲後首任總統，同年頒布《動員戡亂時期臨時條款》。在這期間，中華民國國軍與中國共產黨爆發全面內戰。

### 臺灣歷史

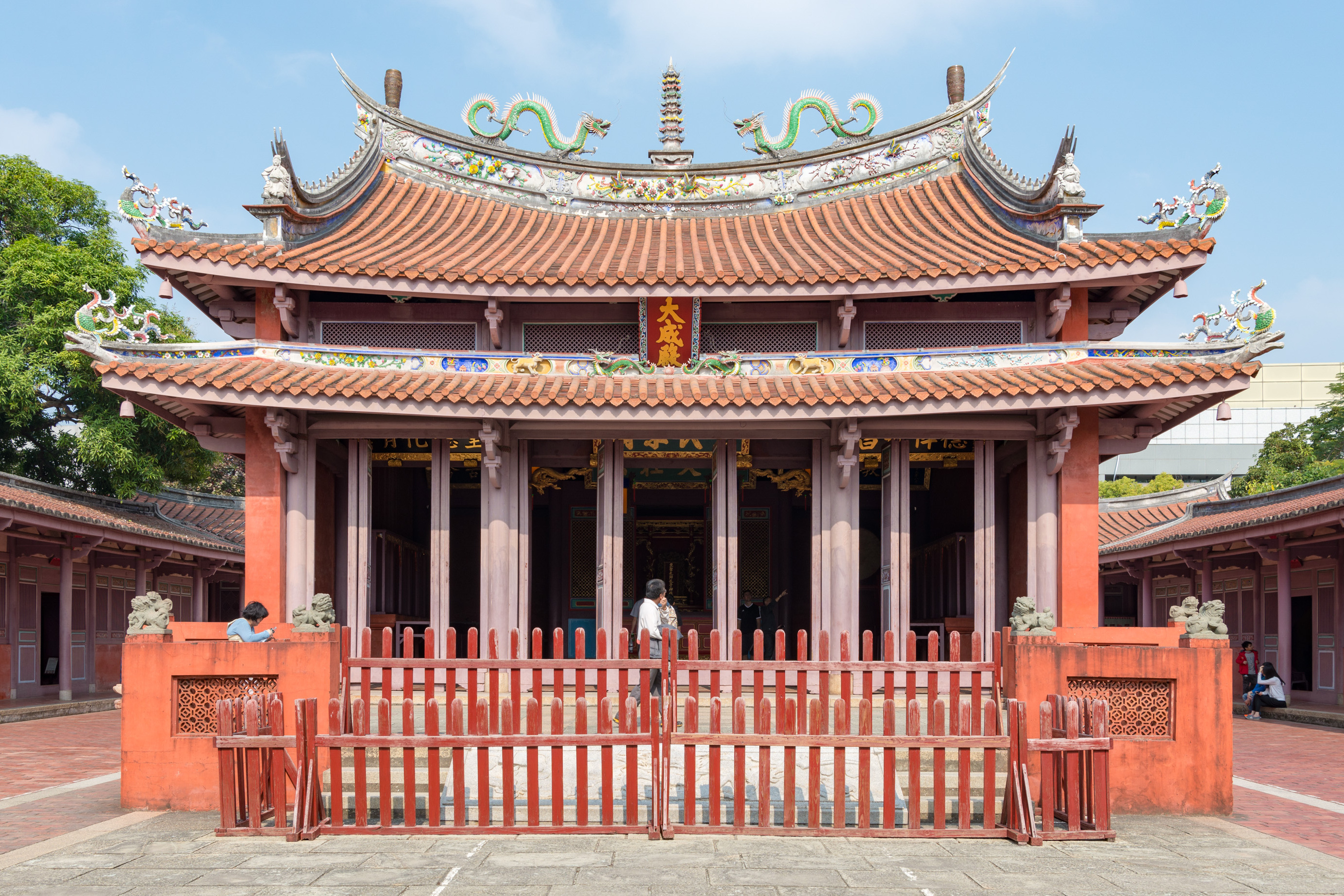
臺南市臺南孔子廟最早可以追溯至1665年

至少在10,000年前，臺灣原住民族的祖先陸續前來臺灣，成為臺灣最早的居民。在12世紀後，中國和日本商人、漁民和海盜在臺灣活動，從事非法貿易。1624年，因明朝軍隊驅逐，荷蘭人自澎湖轉往安平建立據點。1626年，與荷蘭敵對的西班牙人佔領臺灣北部，同時期的日本人則離開臺灣。1642年，西班牙人遭到荷蘭人趕走，退出臺灣。荷蘭人在原住民族服從下建立統治制度，開始進行傳教與貿易，並招募中國大陸沿海省份漢人移墾。1662年，南明在中國大陸東南地區抗清未果，鄭成功率領軍隊擊敗在臺灣的荷蘭人。明鄭時期重視中華文化的推廣，鼓勵漢人移民臺灣、從事屯墾經貿，但統治引起反感。
1683年，清朝政府平定臺灣，劃為福建省治理，並頒布渡臺禁令限制移民。不過數十萬名福建省及廣東省的漢人移民臺灣，形成漢人社會；當時主要經濟活動為種植水稻與甘蔗、與中國大陸貿易，並經常發生民變與械鬥。在第二次鴉片戰爭後，臺灣開放港口通商，向歐洲列強出口樟腦與茶葉，但也導致日本、美國有所企圖。在中法戰爭過後，清朝政府更加重視臺灣。1885年，臺灣升格為福建臺灣省，首任巡撫劉銘傳推行鐵道、道路等新政，加速臺灣現代化。1895年，在甲午戰爭戰敗後，清朝根據《馬關條約》將臺灣、澎湖群島主權割讓給日本。
作為第一個殖民地，日本政府強硬鎮壓臺灣民主國等抗日運動，並計劃提高臺灣農作物產量、將樟腦等產品國有化，大量出口糖與米到日本。同時積極建設基礎設施、銀行體系等，加速臺灣現代經濟成長，成為東亞僅次於日本外最先進的地方。1920年代，在臺灣的軍事統治一度轉為文人政治，並試圖同化臺灣居民。臺灣知識分子發起地方自治運動，並發生霧社事件。在太平洋戰爭期間，日本軍國主義下的臺灣成為侵略東南亞的軍事基地，並因而發展重工業。同時還推動皇民化運動，許多臺灣人加入日本軍，但各地也遭到美國轟炸。至1945年，在日本投降後，中華民國政府接管臺灣。

### 在臺發展

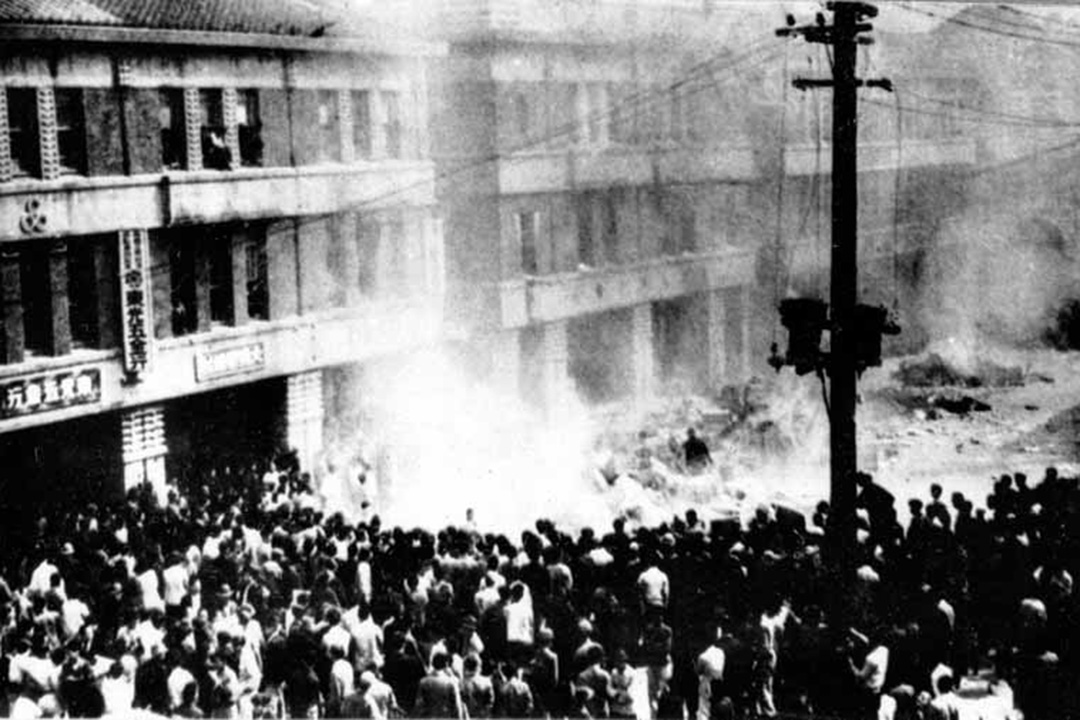
1947年，民眾前往專賣局臺北分局抗議，二二八事件爆發

1947年，因為臺灣省行政長官公署施政錯誤等因素，臺灣爆發大規模抗爭，爾後國民政府派遣軍隊鎮壓，造成臺灣省籍矛盾擴大。但隨著第二次國共內戰不斷失利、通貨膨脹持續失控，中華民國政府逐漸喪失對中國大陸的控制權。1949年初，下野的蔣中正逐步將軍隊調往臺灣，而臺灣地區亦宣告戒嚴。同年10月，中國共產黨成立中華人民共和國。同年12月，中國國民黨掌控的中華民國政府遷往臺北市，另有200萬人遷往臺灣。在韓戰後，中華民國獲得美國軍事支持及援助；日本則與同盟國及中華民國分別簽署《舊金山和約》、《中日和約》，正式放棄臺灣的主權。
其後，中華民國政府持續主張代表「中國」並計劃反攻大陸，同時在臺灣建立威權主義的黨國體制，控制媒體出版、禁止成立政黨，造成白色恐怖；而其黨國資本主義經濟計畫則促成臺灣經濟快速發展，並創造「臺灣奇蹟」。1971年，聯合國大會決議中華人民共和國為「中國」唯一合法代表，中華民國失去國際社會廣泛承認。1975年，蔣中正逝世，副總統嚴家淦繼任總統。1978年，蔣經國就任總統，並在其任內培植臺灣籍菁英，但也爆發針對黨外運動人士的美麗島事件。1980年代，在民主進步黨成立後，中華民國政府於1987年解除《臺灣地區戒嚴令》，隨後解除黨禁、報禁、大陸探親等政治管制措施，臺灣民主化進程加速。
1988年蔣經國逝世以後，李登輝繼任總統，並在1991年終止動員戡亂時期，承認中華民國政府僅統治臺灣地區的現實。1991年至2000年，在歷經多次憲法增修後，中華民國從威權主義轉向民主主義政體，並出現臺灣主體意識等議題。期間「萬年國會」全面改選，並在1996年舉行首次總統公民直接選舉。這時期海峽兩岸關係逐漸發展，但臺灣經濟成長已經放緩。2000年及2004年，民主進步黨籍陳水扁當選總統，結束中國國民黨50年的一黨制統治；但隨後因隔年立委選舉的取得席次少於泛藍政黨，而成為中華民國行憲以來第一個少數派政府。陳水扁在其任內強調「臺灣是主權獨立的國家」，並推動公民投票，但在執政末期爆發多起貪污弊案。

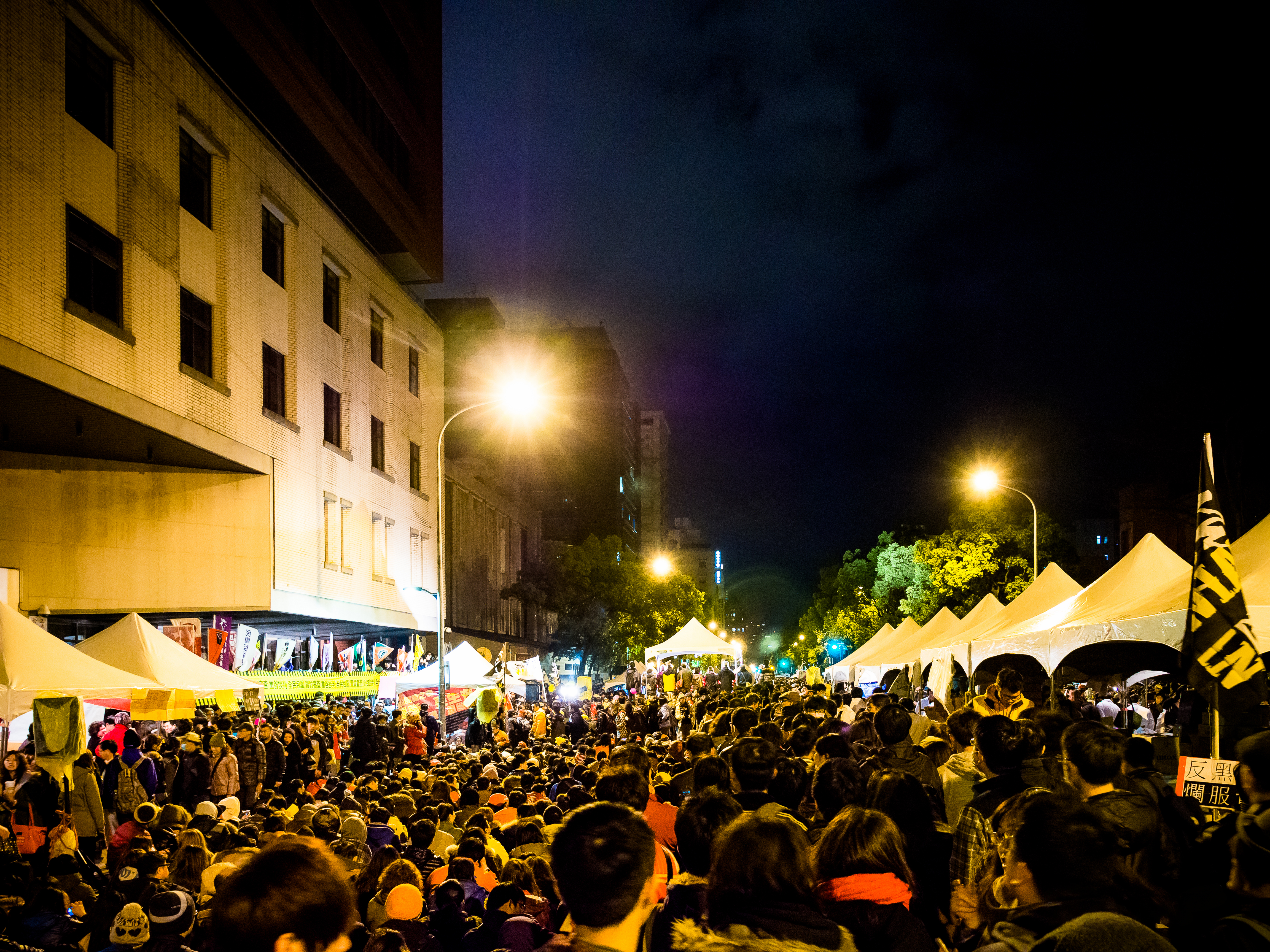
太陽花學運

2008年及2012年，中國國民黨籍馬英九當選總統，在其任內改善海峽兩岸關係，簽訂經濟協議。但在2014年，隨著經濟停滯及海峽兩岸服務貿易協議可能帶來的主權威脅，臺灣爆發太陽花學運。2015年，馬英九和習近平在新加坡舉行兩岸領導人會面。2016年，民主進步黨籍蔡英文當選首位女性總統，並在2020年連任總統，民主進步黨在2016年首次取得立法院多數席次，並在2020年持續贏得多數席次，而使蔡英文得以「完全執政」的局面組成民主進步黨首次的多數派政府。2024年，民主進步黨籍賴清德當選總統，使得民主進步黨首次取得第三個連續執政任期，但未獲得立法院多數席次而成為少數派政府。2024年5月，台灣民眾黨聯手中國國民黨推動的「國會改革法案」引發爭議，導致社會運動以及大規模抗議。2025年，由於爭議法案的通過與藍綠雙方的政治對立，大罷免在中華民國全面爆發。

## 地理環境

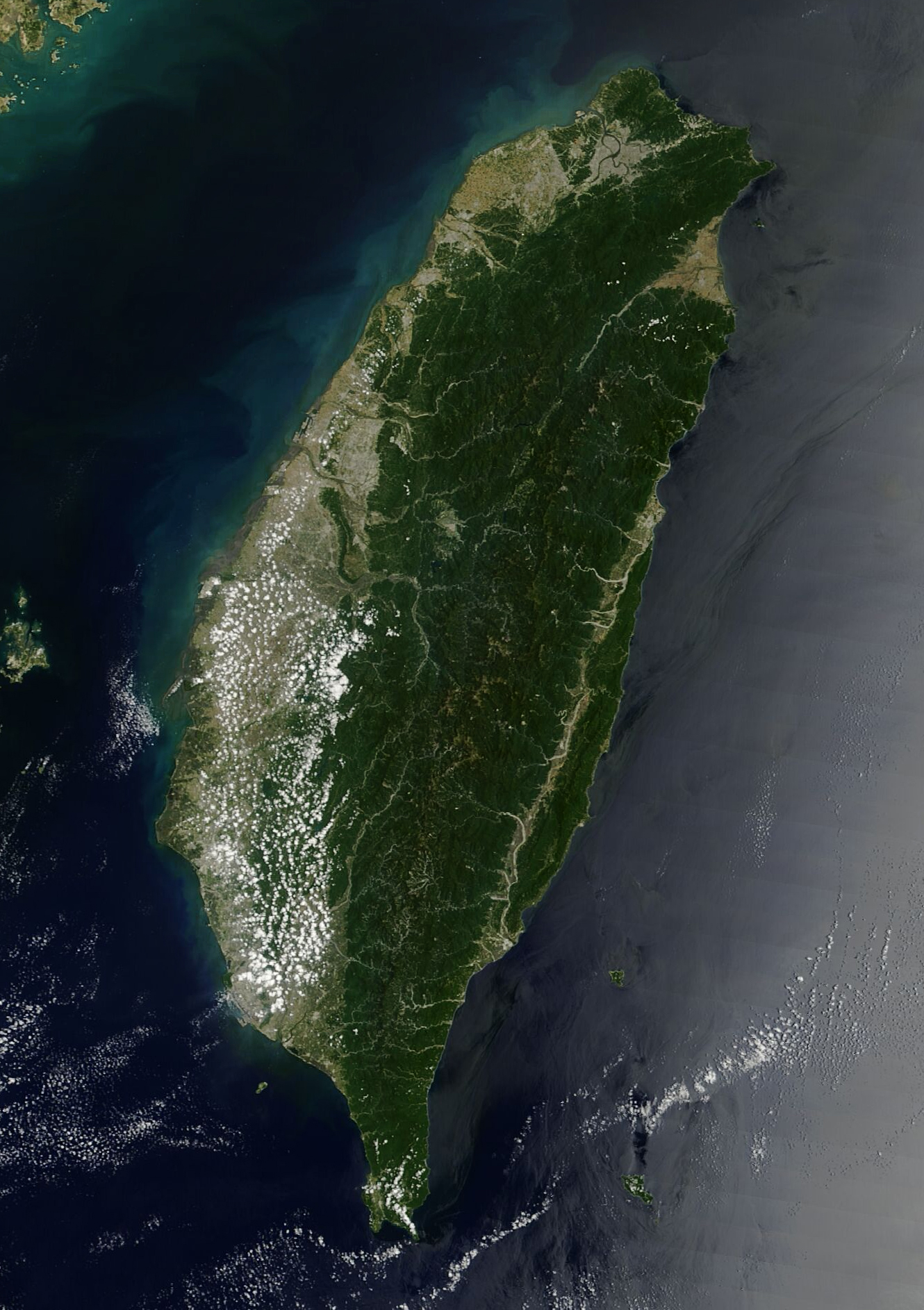
東臺灣地區多為山地地形，西臺灣則逐漸過渡為平原，北臺灣灰色地帶為臺北盆地及桃園臺地群

### 領土範圍
中華民國領土，依其固有之疆域，非經國民大會之決議，不得變更之。

——《中華民國憲法》第4條
中華民國領土，依其固有疆域，非經全體立法委員四分之一之提議，全體立法委員四分之三之出席，及出席委員四分之三之決議，提出領土變更案，並於公告半年後，經中華民國自由地區選舉人投票複決，有效同意票過選舉人總額之半數，不得變更之。

——《中華民國憲法增修條文》第4條第5項

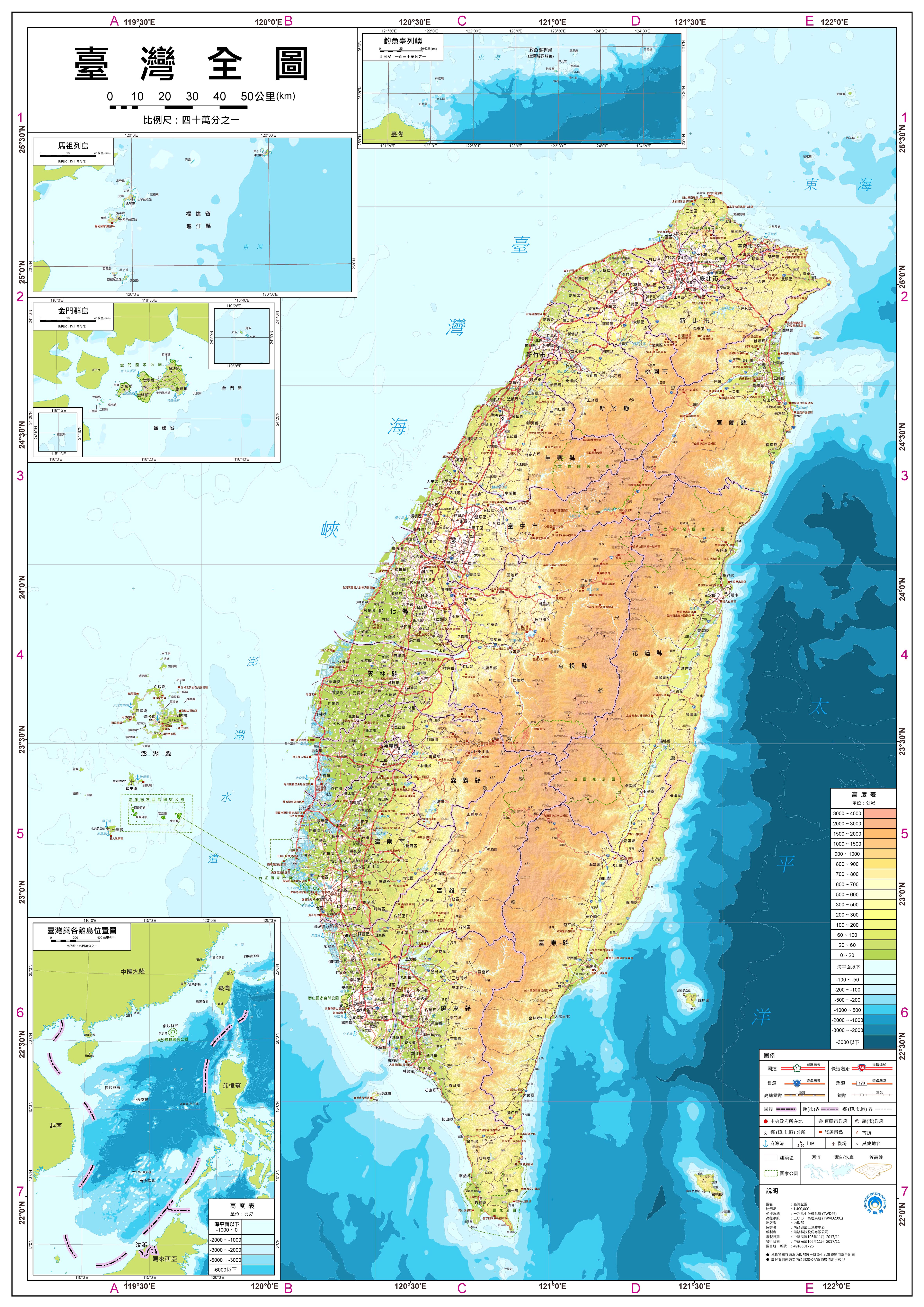
中華民國內政部公告之臺灣全圖

《中華民國憲法》及其增修條文皆未直接指明國家疆域範圍。中華民國建國初期，是以中國本土為核心區域的大陸國家；至1949年，由於中華民國政府在第二次國共內戰中戰敗而失去大陸地區的統治權，於是實質上轉變成以臺灣本島為主要領土的島嶼國家。現今的中華民國轄有臺灣及其附屬島嶼、澎湖群島、金門群島、馬祖列島、烏坵列嶼、東沙群島、南沙群島之太平島與中洲礁等地，有效管轄土地面積約36,197.3371平方公里，在世界各國及自治地區中排行第134名。

### 自然環境與經緯度
臺灣及其附屬島嶼面積共約35,886.8623平方公里，占中華民國管轄土地面積99%以上。作為中華民國實際上主要領土的臺灣本島，是位於太平洋西岸東亞島弧間、亞洲大陸東南邊緣的海島，四面環海；其西北方瀕東海與中國大陸華東地區相隔，東北方瀕東海與日本琉球群島接壤，東方與美國西岸及墨西哥相隔太平洋，南方與菲律賓相隔巴士海峽，西方與中國大陸東南地區相隔臺灣海峽。經度約在東經120度至東經121度，緯度約在北緯21度至北緯26度之間。
臺灣大致呈現東西狹、南北長的紡錘形，南北長約394公里，東西寬約144公里。臺灣擁有多樣複雜的地形及地理景觀，約有70%面積為山地，平均海拔1,150公尺；主要山脈皆為南北走向，自東向西分別是海岸山脈、中央山脈、雪山山脈、玉山山脈、及阿里山山脈。中央山脈偏於東側，延著南北軸線形成主幹，亦是東西部河川分水嶺。玉山山脈主峰玉山高3,952公尺，為臺灣第一高峰。北部則有大屯山脈，構成臺北盆地的周圍。這些山脈多被森林覆蓋，超過3,000公尺的山峰多達268座。
阿里山山脈以西為漸趨平緩的丘陵、臺地、平原及盆地，大部分平地、耕地和人口便位在西部和北部沿海。在山麓丘陵周邊是海拔100公尺至500公尺的臺地，包括西北部桃園臺地群（面積最大的臺地）、臺中市后里臺地與大肚臺地、彰化縣八卦臺地、屏東縣恆春臺地等，當中許多是用於種植水稻的梯田。海拔100公尺以下、地勢平坦的沖積平原約占臺灣土地面積23%，橫跨雲林縣到高雄市的嘉南平原便占14%，另有東北部蘭陽平原、南部屏東平原等。在中央山脈與東部海岸山脈之間有花東縱谷平原，另有臺北盆地、臺中盆地、埔里盆地群等盆地。
中華民國海岸線全長大約1,566.3公里，在世界各國與自治行政區中排行第66名。臺灣東部海岸山脈急遽沒入太平洋，西部海岸緩慢沒入臺灣海峽（並有沼澤和沙洲等地形），南部和離島海岸則有珊瑚礁群。許多主要港口設在西部海岸線，僅有東北部蘇澳港和北部基隆港例外。在島嶼部分，臺灣擁有21個附屬島嶼，較重要者有龜山島、綠島、蘭嶼、琉球嶼等；澎湖群島位於臺灣海峽，共計64個島嶼；金門群島位於中國大陸福建省東南海岸外，共計12個島嶼；馬祖列島位於臺灣海峽西北西方，共計36個島嶼；東沙群島、中沙群島和南沙群島位於南海；釣魚臺列嶼位於東海。

#### 地質

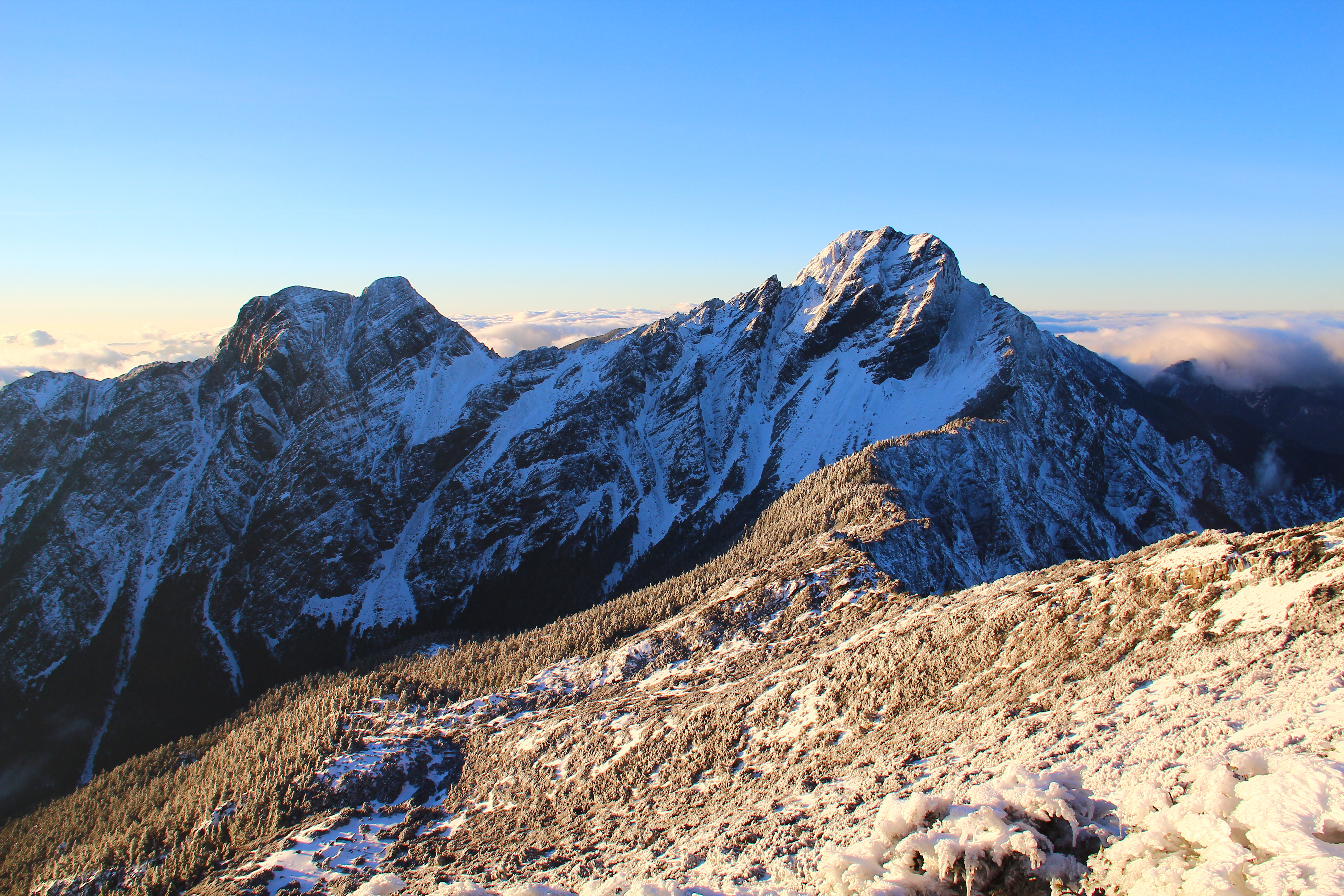
玉山山脈主峰玉山高3,952公尺，為臺灣第一高峰，在冬季便會降雪

臺灣位居歐亞大陸與太平洋海盆的東亞島弧中央位置，是由歐亞大陸板塊與菲律賓海板塊撞擊形成的新生代褶皺山脈。東亞島弧位在東亞至東南亞沿海，北起阿拉斯加阿留申群島，在行經日本、菲律賓後，南至印度尼西亞島嶼；臺灣位於日本和菲律賓之間，但形成時間與琉球群島和菲律賓不同。大約在中生代末期的南澳運動中，臺灣因為造山運動浮出水面成為一個小島，但不久深埋海底。直到大約200萬年前，臺灣東南方向的板塊在花東縱谷一帶撞上歐亞大陸板塊，強大的壓力再度把海底的沈積物抬升到海面，形成北—東北到南—西南走向的地勢。
其後的褶皺運動、斷層運動使臺灣逐漸上升成為穩固的島嶼，且上升運動不斷進行；自然環境的風化、雨蝕、崩落等作用造成多樣複雜的地形樣貌。其西部臺灣海峽平均深度約300英尺，東部太平洋30英里海床則有13,000英尺。臺灣農耕地大約7,900平方公里，但儘管土地因為火山作用導致土壤肥沃，土壤肥力仍然差異甚大：北部耕地土壤主要是酸性沖積土壤和赤鬆土壤，南部耕地土壤是中性至弱鹼性的沖積土壤。臺灣大部分的土壤缺乏磷和鉀，需要肥料才能有獲得好收成。而隨著社會經濟的變遷與發展，土壤及地下水等生活環境污染日益增加。
由於歐亞大陸板塊和菲律賓海板塊相撞，臺灣擁有火山、溫泉及頻繁地震（平均每年160次地震）。1999年，臺灣發生九二一大地震，造成2,000多人死亡。主要火山分佈在大屯火山群、基隆火山群，另有玄武岩等凝固熔岩、小型泥火山、泥質溫泉等現象。臺灣過去大量開採煤礦、黃金、硫磺、大理石、玉石、天然氣等資源，但2000年後已經耗盡。較小的島嶼因海底火山形成獨特自然風貌，如澎湖群島柱狀玄武岩、綠島和龜山島海底溫泉等。龜山島是臺灣歷史上有紀錄的活火山，但幾個世紀並未噴發。金門群島和馬祖列島在地質上屬於中國大陸。
臺灣地區共有119條河流，大多呈現東西向，並發源於中央山脈或丘陵。西部河流多長於東部河流，流域多小於2,000平方公里，但灌溉和排水渠道串聯許多河流。長度100公里河流共有8條，濁水溪是長度最長的河流，高屏溪具有最大流域面積，而淡水河是唯一具有航運功能的主要河流。因為降雨季節分配不均，河流流量變化很大：夏季遭遇暴雨高漲、迅速流入大海，冬季枯水期則只剩乾溪。天然湖泊及人工湖泊共55個，最大的天然湖泊是日月潭，而曾文水庫及翡翠水庫是最大的兩個人工湖泊。目前主要河川、水庫均有執行管制與整治措施。

#### 氣候

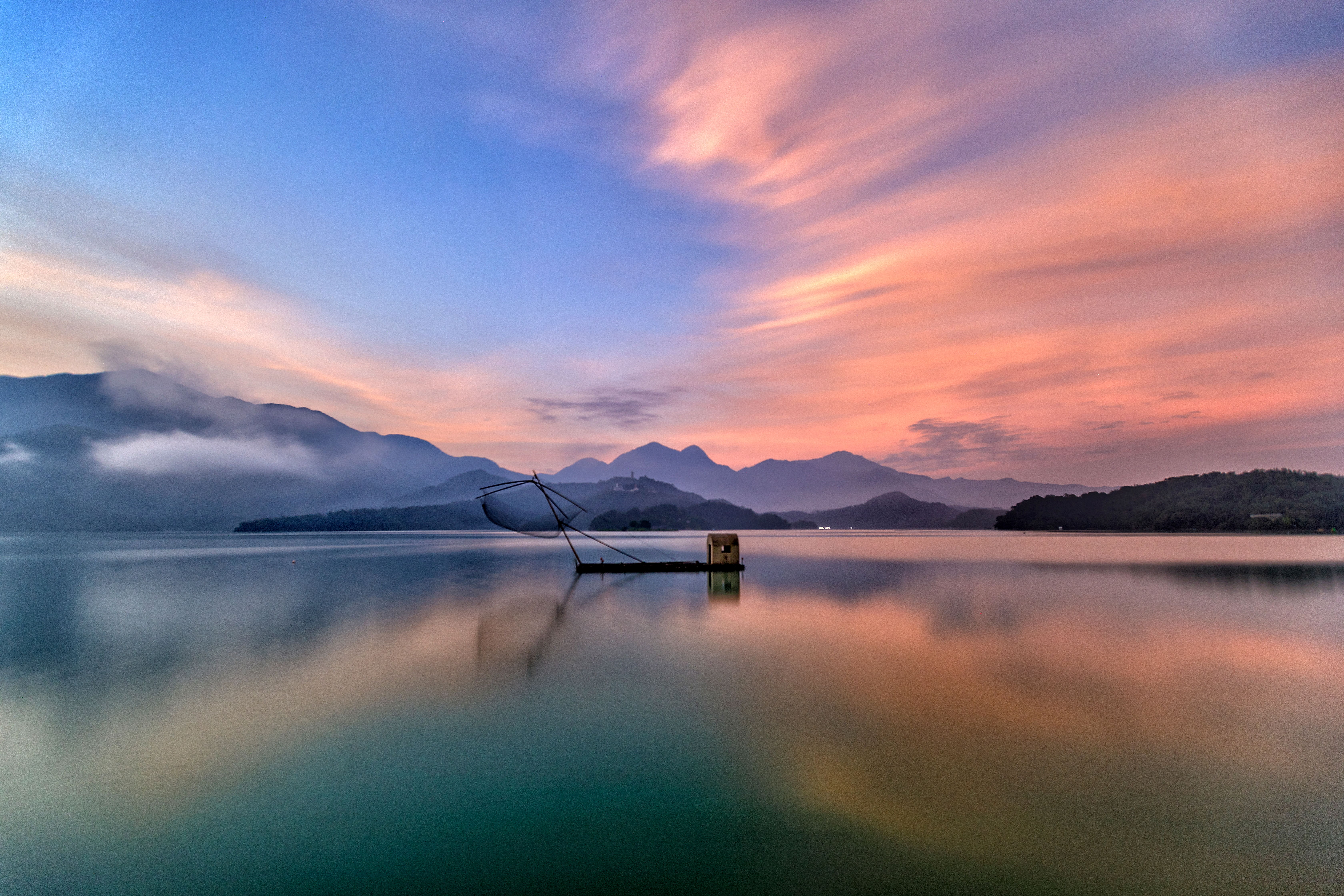
南投縣日月潭是廣受歡迎的旅遊景點

臺灣氣候帶廣泛，南部為熱帶氣候、北部為亞熱帶氣候、山區為溫帶氣候，北回歸線貫穿嘉義縣、嘉義市及花蓮縣。臺灣四季溫度變化明顯，每月平均溫度約在攝氏15度至30度之間；而東部黑潮暖流調節臺灣溫度，海洋氣流更造就溫潤的天氣。夏季至秋季漫長炎熱，氣溫可達攝氏35度以上。冬季短暫溫暖，偶有寒流南下，最低可達攝氏10度以下，高海拔山區常見飄雪。臺灣溫室氣體排放占全球約0.56%。因應《聯合國氣候變遷綱要公約》和《巴黎協定》，中華民國長期溫室氣體排放減量，並宣示將「2050年淨零轉型」納入目標。
臺灣全年降雨豐沛，年降雨量約2,200毫米（東部和山區降雨量更多），春雨、梅雨及颱風為主要降雨型態。降雨分布取決於季節性季風：夏季因為西南季風滯留鋒面而進入梅雨季，占中南部年降雨量90%、北部年降雨量60%；冬季則吹拂東北季風，東部與北部出現穩定降雨，中南部則普遍乾燥。颱風在夏末到秋初經過臺灣，平均每年襲擊3次至4次，有時引發洪水、土石流或山崩。另外因為氣象條件與空氣污染，秋冬季節空氣品質不良。臺灣附屬島嶼和澎湖群島氣候與臺灣相似，金門群島和馬祖列島氣候與中國大陸沿岸相似，南海諸島氣候與東南亞島嶼相似。

#### 生態

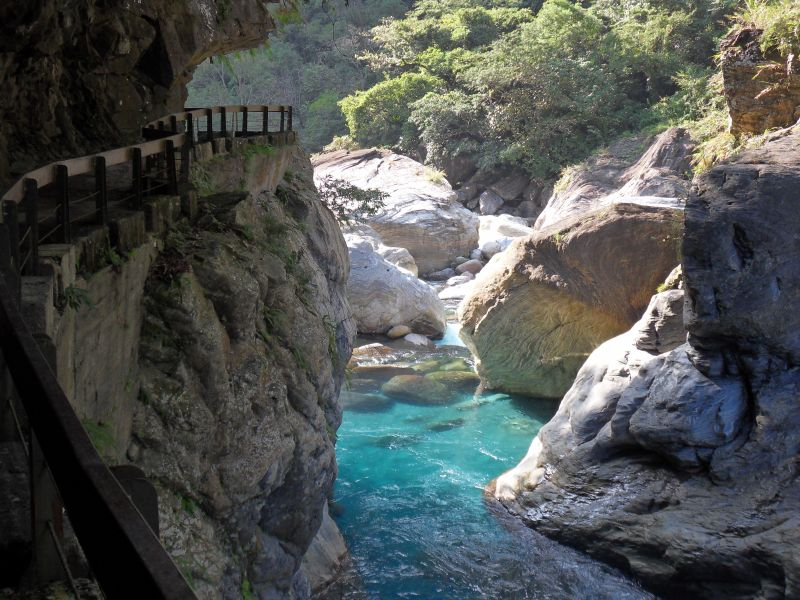
太魯閣國家公園是臺灣眾多自然生態保護區之一，各陸域自然生態保護區約占領土面積20%

臺灣具有熱帶至溫帶的氣候帶與多種地形樣貌，因而擁有豐富多樣的生物多樣性。其中臺灣物種共有64,906種，包括動物41,017種、植物10,704種、病毒、細菌、古菌、原生生物及原藻等6,502種、真菌類6,683種。過去臺灣曾完全被森林覆蓋，現在有60.7%以上面積為森林，且其他植被覆蓋大部分土地。自然植被隨海拔高度、氣候土壤不同變化，分成熱帶常綠森林、亞熱帶常綠森林、常綠闊葉林、針葉林等；針葉林占全部森林約20%，而近75%森林屬於硬木。臺灣持續推動在低海拔平原種植樹林，並在過半地區（主要是山區和丘陵）禁止商業砍伐。
目前已知臺灣有119種哺乳動物、690種鳥類、118種爬行動物、43種兩棲動物、401種蝴蝶、2,992種魚類，並有788種蕨類、5,560種被子植物和111種裸子植物。其中約30%為特有種與特有亞種（包括45種哺乳動物、85種鳥類），其它則與中國大陸物種類似。最大的哺乳動物是臺灣黑熊，並有鹿和野豬出沒，各地候鳥群則在淤灘及紅樹林棲息。離島動植物種類則較少，且缺乏樹木。作為世界保育的重地之一，中華民國持續推動自然資源與環境生態維護，並促進生物多樣性、野生動物及濕地保育、教育推廣工作，並公告臺灣黑熊等保育物種。
為了維護自然景觀與保育動植物生態，臺灣地區還設置國家公園、國家自然公園、自然保留區、野生動物保護區、野生動物重要棲息環境、自然保護區，各類型自然生態保護區共98處，約占土地面積19.18%。其中9座國家公園包含許多特殊地形景觀，分別是墾丁國家公園（第一座國家公園）、玉山國家公園、陽明山國家公園、太魯閣國家公園、雪霸國家公園、金門國家公園、東沙環礁國家公園（第一座保育海洋環境的國家公園）、臺江國家公園、澎湖南方四島國家公園，另有首座國家自然公園壽山國家自然公園，累計面積750,479.43公頃。

## 政治制度
中華民國是半總統制國家，主權屬於國民全體。《中華民國憲法》針對行政機關、立法機關、司法機關三權不足，增加考試及監察兩權。總統為國家元首，下設行政院、立法院、司法院、考試院、監察院。總統對外代表國家，依法公布法律、發布命令、任命官員等；其還設置總統府，並遴選資政、國策顧問及戰略顧問。總統、副總統由中華民國自由地區公民直接選舉，任期4年。行政院為國家最高行政機關，下設30個中央行政機關。行政院院長由總統任命，由其提請總統任命副院長、部會首長、政務委員，組成行政院會議。
立法院為國家最高立法機關，代表人民行使立法權，設有多個委員會。立法院質詢行政院院長及各部會首長、議決或覆議政策法案等，由113名立法委員組成，互選產生立法院院長、副院長。立法委員採單一選區兩票制，任期4年：區域立法委員73人，由單一選舉區（依人口比例劃分）選出，每個縣市至少1人；平地原住民及山地原住民選舉區立法委員各3人，不另分選舉區；全國不分區及僑居國外國民立法委員選舉區立法委員34人，依照政黨名單投票，藉由政黨選舉票得票率選出。另外，人民可以藉由公民投票決定法律或政策。
司法院為國家最高司法機關，掌理解釋、民事、刑事與行政訴訟審判及公務員懲戒；其由司法院大法官組成，設置司法院院長、副院長各1人。考試院為國家最高考試機關，設有考選部、銓敘部、公務人員保障暨培訓委員會及公務人員退休撫卹基金監理委員會；其由考試委員組成，設置考試院院長、副院長各1人。監察院為為國家最高監察機關，設有審計部與國家人權委員會；其由監察委員組成，設置監察院院長、副院長各1人。司法院正副院長、司法院大法官、考試院正副院長、考試委員、監察院正副院長、監察委員由總統提名，經立法院同意後任命。
中華民國規定公費補助選舉、投（開）票所監察員等制度，並推動提高透明度、防範貪汙、電子政務等政策。公職人員選舉皆為直接選舉，年滿20歲選民便依戶籍取得投票權，並有登記參選權利與女性保障名額。隨著民主選舉成為重要政治活動，傳播媒體、輿論調查、民間團體和抗議活動越趨重要。各級政府主要歲入為稅課收入、營業盈餘及事業收入、規費、罰款及賠償收入，主要支出為社會福利、教育科學文化、經濟發展、一般政務及國防。2022年度各級1年以上公共債務未償餘額為63,994億元，占前3年度名目國內生產毛額平均數37.70%。
目前人民團體分成職業團體、社會團體與政治團體，其中民主進步黨和中國國民黨是兩大政黨，主要政治議題有臺灣統獨問題、海峽兩岸關係、經濟發展等。民主進步黨經常被描述為主張獨立的左派政黨，而中國國民黨是反對獨立的中間偏右政黨。由於總統在政府運作中具有極大影響力，「執政黨」指取得該職位的政黨，目前中華民國已經歷經3次政黨輪替。由於選民傾向保守與地方派系影響，中國國民黨比起民主進步黨更具選舉優勢。在2024年立法委員選舉，民主進步黨、中國國民黨、臺灣民眾黨取得席次。

### 行政區劃
《中華民國憲法》規範中央政府與地方政府權限劃分採均權主義制度，實施地方自治。其地方自治制度具有部分聯邦制特徵，地方政府在部分領域擁有管轄權。依《地方制度法》規定，地方劃分為省、直轄市。省劃分為縣、市；縣劃分為鄉、鎮、縣轄市。直轄市及市均劃分為區。在省政府改為行政院派出機關後，省不再屬於地方自治團體。目前，中華民國第一層級地方自治團體為直轄市及縣（市），共有6個直轄市、13個縣和3個市，146個鄉、38個鎮、14個縣轄市及170個區。中央政府根據人口和經濟等指標，向地方政府分配財政預算，並推動區域聯合治理。直轄市由行政院直接管轄，擁有更多的行政資源，在區域發展扮演重要的都會角色。
直轄市及縣（市）設立直轄市及縣（市）政府，鄉（鎮、縣轄市、直轄市山地原住民區）設立鄉（鎮、縣轄市、直轄市山地原住民區）公所，地方行政首長負責處理機關政務、辦理自治事項等。直轄市及縣（市）也組成直轄市及縣（市）議會，鄉（鎮、縣轄市、直轄市山地原住民區）設立鄉（鎮、縣轄市、直轄市山地原住民區）民代表會，地方民意代表行使立法權和質詢權。地方行政首長和地方民意代表由市民普遍選舉產生，任期4年。直轄市、縣和市選舉往往被視為重要的民主選舉，且地方政府之間彼此競合。目前中華民國首都為臺北市。
|  | 區劃單位 | 行政區劃 | 政府所在地     | 面積（平方公里） | 人口（人） | 工商業生產總額（百萬元，2021年） |
|  | -------- | -------- | -------------- | ---------------- | ---------- | -------------------------------- |
|  | 直轄市   | 臺北市   | 信義區         | 271.7997         | 2,451,007  | 8,901,789                        |
|  | 直轄市   | 新北市   | 板橋區         | 2,052.5667       | 4,047,802  | 4,739,838                        |
|  | 市       | 基隆市   | 中正區         | 132.7589         | 360,941    | 416,379                          |
|  | 縣       | 宜蘭縣   | 宜蘭市         | 2,143.6251       | 450,288    | 330,205                          |
|  | 直轄市   | 桃園市   | 桃園區         | 1,220.9540       | 2,350,861  | 4,664,371                        |
|  | 縣       | 新竹縣   | 竹北市         | 1,427.5369       | 596,884    | 1,928,830                        |
|  | 市       | 新竹市   | 北區           | 104.1526         | 455,729    | 2,218,562                        |
|  | 縣       | 苗栗縣   | 苗栗市         | 1,820.3149       | 532,354    | 819,744                          |
|  | 直轄市   | 臺中市   | 西屯區         | 2,214.8968       | 2,867,815  | 4,446,290                        |
|  | 縣       | 彰化縣   | 彰化市         | 1,074.3960       | 1,215,667  | 1,365,337                        |
|  | 縣       | 南投縣   | 南投市         | 4,106.4360       | 469,433    | 344,169                          |
|  | 縣       | 雲林縣   | 斗六市         | 1,290.8326       | 654,037    | 1,495,572                        |
|  | 縣       | 嘉義縣   | 太保市         | 1,903.6367       | 475,540    | 373,678                          |
|  | 市       | 嘉義市   | 東區           | 60.0256          | 261,102    | 205,897                          |
|  | 直轄市   | 臺南市   | 安平區         | 2,191.6531       | 1,856,033  | 3,247,644                        |
|  | 直轄市   | 高雄市   | 苓雅區／鳳山區 | 2,951.8524       | 2,724,293  | 4,658,400                        |
|  | 縣       | 屏東縣   | 屏東市         | 2,775.6003       | 785,373    | 456,411                          |
|  | 縣       | 花蓮縣   | 花蓮市         | 4,628.5714       | 313,903    | 184,863                          |
|  | 縣       | 臺東縣   | 臺東市         | 3,515.2526       | 209,134    | 71,916                           |
|  | 縣       | 澎湖縣   | 馬公市         | 126.8641         | 106,622    | 31,717                           |
|  | 縣       | 金門縣   | 金城鎮         | 151.6560         | 139,543    | 41,587                           |
|  | 縣       | 連江縣   | 南竿鄉         | 28.8000          | 13,575     | 7,562                            |

### 司法體制

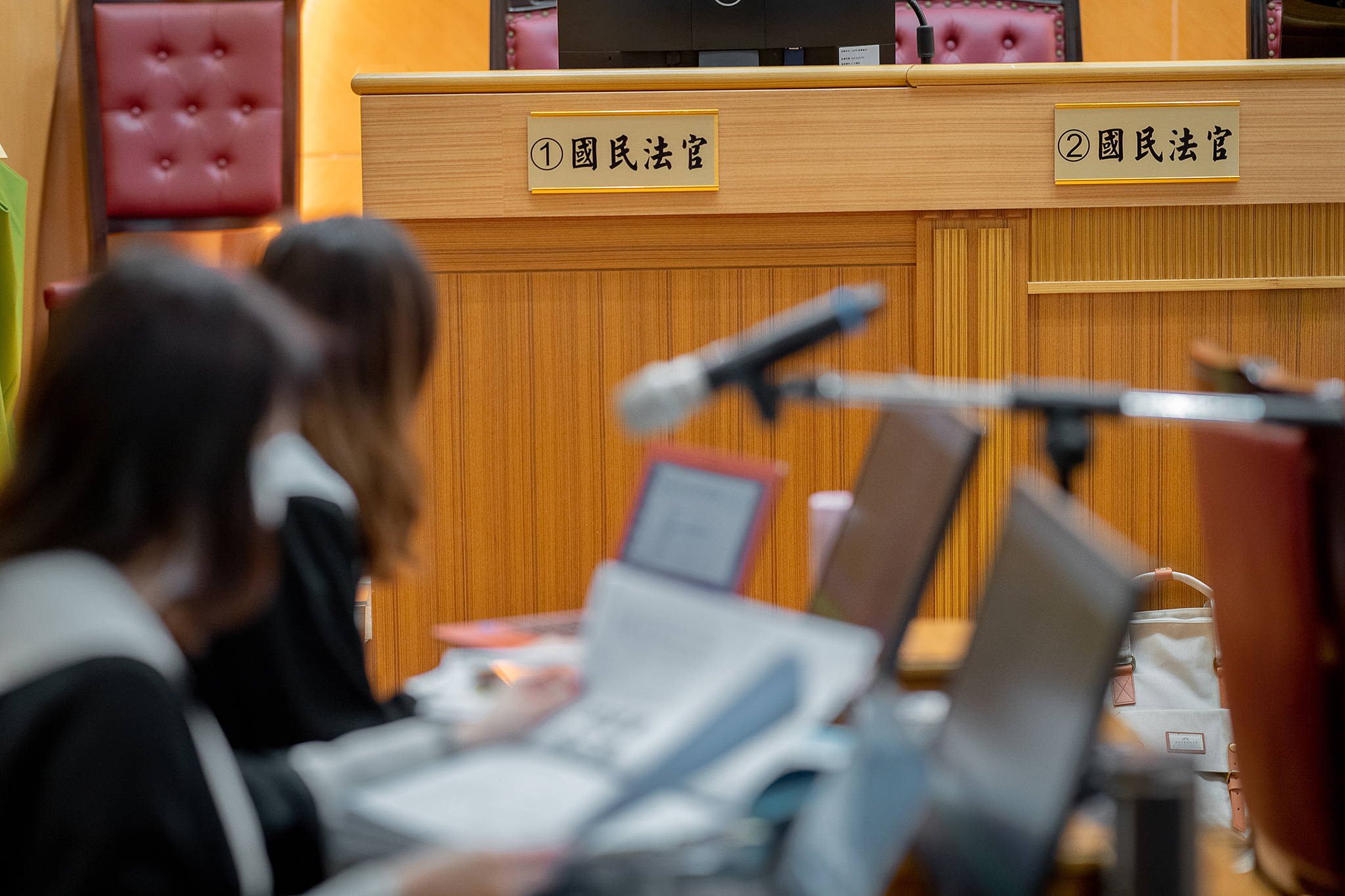
國民法官制度讓國民與法官一起審判重大刑事案件

早在1947年，《中華民國憲法》基於三民主義和五權憲法的理論基礎，納入孫中山的民族主義、民權主義和民生主義，並規定周延的自由民權保障。不過1948年後，《動員戡亂時期臨時條款》與《臺灣省戒嚴令》凍結部分《中華民國憲法》條文，並形成「萬年國會」。直至1991年，隨著動員戡亂時期終止，《中華民國憲法》才發揮其民主和法治目的。在1991年至2005年，因應政治現實及國家發展，《中華民國憲法》前後歷經7次憲法修正，增修條文體制改變政府結構。目前憲法修正需要四分之三立法委員決議提出，並經公民投票複決過半數支持。
司法院設有憲法法庭、普通法院（地方法院、高等法院、最高法院）、行政法院（地方法院行政訴訟庭、高等行政法院、最高行政法院）、懲戒法院、專業法院（智慧財產及商業法院、少年及家事法院）等。憲法法庭由15名司法院大法官組成，審理《憲法訴訟法》所定案件。各級法院掌理民事、刑事、行政及智慧財產訴訟審判，懲戒法院掌理公務員、法官及檢察官懲戒。法官為終身職，經由遴選或考試選拔、並在法務部司法官學院受訓產生；法官必須依法獨立審判，不稱職者可以免職。
目前法律體系採歐陸法系，繼受歐陸法系國家制定《六法全書》。地方法院和高等法院為事實審，最高法院為法律審。刑事訴訟系統從過去法官兼掌的「糾問主義」，改為檢察官、被告及法院組成的「彈劾主義」，並採國家追訴與私人追訴雙軌制。不過司法體系運作仍遭批評，在2023年新增國民法官制度。地方法院行政訴訟庭為事實審，高等行政法院為事實審與法律審，最高行政法院則是法律審。內政部警政署負責犯罪遏阻、秩序維護、保安警備等警政工作，使臺灣成為全球最安全的地方之一。海洋委員會海巡署平時是海域執法機構，戰時具有國防任務。

### 外交關係

中華民國駐外館處所在國家，深綠色為設有大使館的邦交國，淺綠色為設有駐外機構的非邦交國

目前中華民國有12個邦交國，並在數十個非邦交國城市設有駐外機構，多方面建立持久關係。中華民國政府配合邦交國執行互助互惠的合作計劃，並與理念相近國家建立夥伴關係，共同維護區域安全及和平發展。同時外交政策秉持「踏實外交」原則拓展國際空間，除了在亞太區域扮演重要角色，也協調相關部門參與國際組織。中華民國政府還協助國內非政府組織參與國際活動、推動人道援助和衛生合作，並回應氣候變遷、恐怖主義、跨國犯罪、人口販運等問題。目前有170個國家和地區給予中華民國護照持有者免簽證、落地簽證或電子簽證。
在冷戰前期，中華民國因著聯合國創始會員國暨安全理事會常任理事國的身份，擁有聯合國「中國」席次。至1971年，聯合國大會通過第2758號決議，中華民國原本擁有聯合國「中國」席次被中華人民共和國取代，導致中華民國失去世界多數國家的外交承認。目前中華民國是45個政府間國際組織及多邊機制（亞太經濟合作會議、世界貿易組織、區域漁業管理組織、國際農牧業組織、國際開發銀行等）的成員國、及27個政府間國際組織及多邊機制觀察員，並積極推動參與聯合國體系、世界衛生組織、經濟合作暨發展組織、警政國際組織等機制。同時中華民國還推動亞太地區自由貿易和經濟整合，與多個國家國簽署自由貿易協定。
中華民國現與非洲、加勒比地區、歐洲、拉丁美洲及大洋洲等地區國家維持正式外交關係。中華民國與美國沒有正式外交關係，但雙方在安全、經濟等領域緊密合作；中華民國也與加拿大展開交流。中華民國政府藉由新南向政策拓展及與東南亞國家協會國家交流，並推進南亞（印度、尼泊爾）、東北亞（日本、韓國）等地關係。中華民國與澳洲、紐西蘭等國家關係友好，並參加太平洋島國論壇對話會議。中華民國也與聖座合作密切，並擴大與歐洲聯盟、歐洲各國合作。同時，中華民國政府還推動國際合作發展基金會、青年世代交流等計劃，並鼓勵國際非政府組織設置據點。
中華人民共和國宣稱擁有臺灣的主權，強迫中華民國接受單方面設定的政治統一框架，不斷進行政治打壓及軍事脅迫。不過雙方持續維持經貿、人員、文教與社會交流，開放並執行多項協議措施，中國大陸也是臺灣最大的貿易夥伴、出口市場及對外投資對象。除此之外，臺灣也與香港、澳門發展關係，並推動僑務工作。目前中華民國與汶萊、中華人民共和國、馬來西亞、菲律賓、越南存在南海諸島爭議，並與日本、中華人民共和國存在釣魚臺列嶼主權問題。中華民國政府支持多邊體系解決領土爭端，提出和平協商處理東海、南海分歧。

### 國防軍事

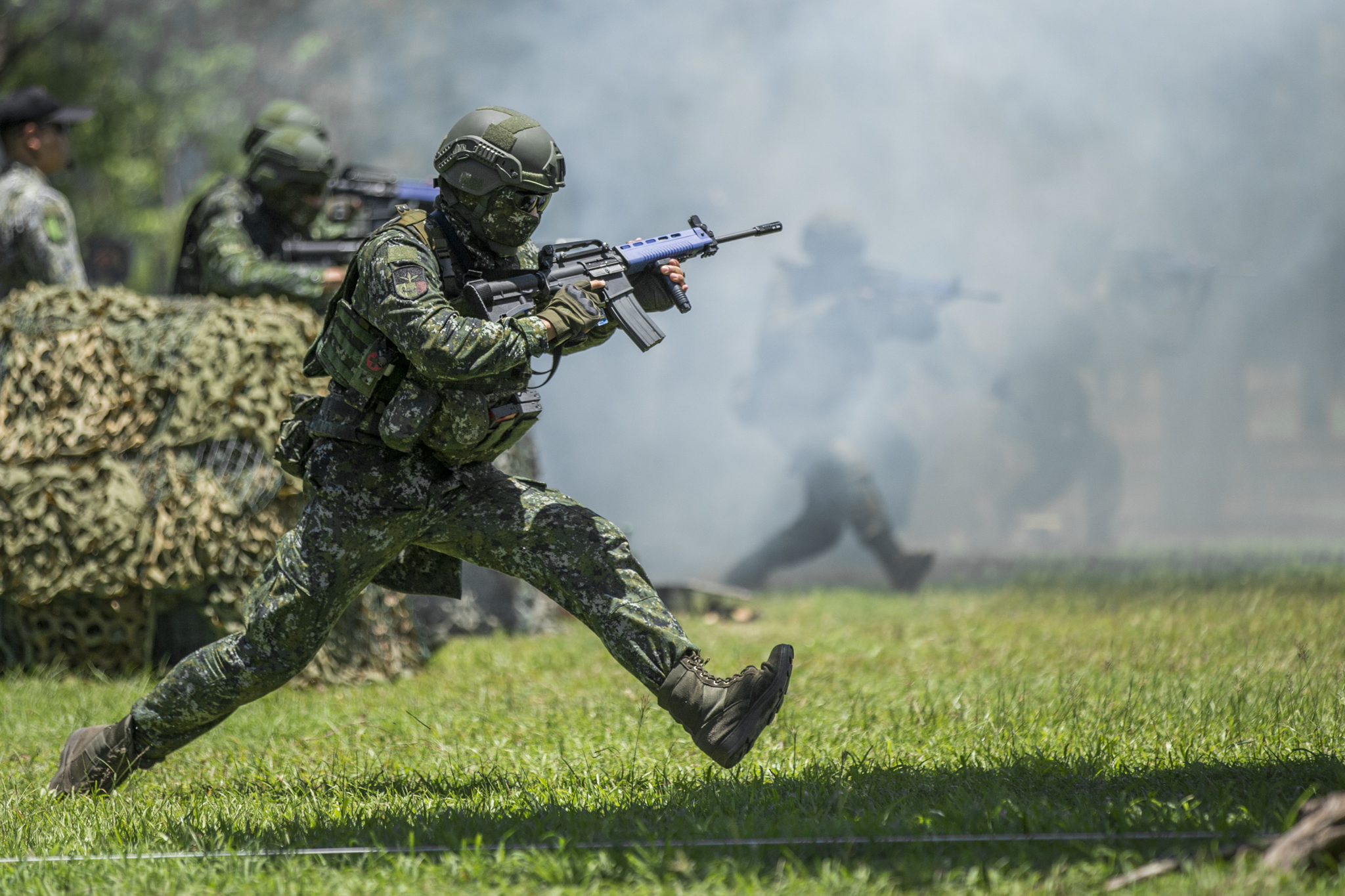
身穿陸式數位迷彩服的士兵在陸軍步兵訓練指揮部訓練

臺灣位處東亞島鏈中心，是鄰近臺灣海峽與呂宋海峽的戰略要地。中華人民共和國至今強調不承諾放棄使用武力侵犯臺灣，持續對臺灣展開軍事演習、侵擾西南空域、間諜情報活動，使其成為中華民國唯一的軍事威脅。中華民國國軍包括陸軍、海軍、空軍，並有憲兵、陸軍後勤、後備、防空飛彈、資通電軍等指揮部。在指揮架構部分，總統為三軍統帥，行使統帥權指揮軍隊；其直接責成國防部部長，由部長命令國防部參謀本部參謀總長執行。國防部主管整體國防事務，依法提交相關報告。另設有提供總統諮詢的國家安全會議，下轄國家安全局。
面對中國人民解放軍威脅，國軍提出「防衛固守、重層嚇阻」的守勢防衛構想，戰力整建放在建立不對稱嚇阻戰力，維持周邊制空權和防禦，並在遭遇攻擊時保存戰力、等待其他國家協防。除了防衛作戰需求，國軍還依令支援反恐行動、及協助地區災害防救。同時中華民國持續與美國、日本等理念相近國家交流，共同應對中華人民共和國的威脅。武器裝備以國防工業自主研製優先，其他由現貨市場商購及軍購獲得。目前美國根據《臺灣關係法》出售防衛性武器，但大部分國家不願意出售。另外傳出臺灣擁有攻擊中國大陸、及製造核武器能力。
在2022年，中華民國國防預算近170億美元，占國內生生排行額2.2%。目前國防人力約有170,000名現役軍人，分成軍職人員（徵兵制與募兵制進用）及文職人員（國家考試進用）。所有年滿18歲至36歲、符合標準的男性須服兵役，學生可延緩入營，並設有替代役制度。役男後續會被納入後備軍人管理，並規劃全民防衛動員方案、空襲演習和災難演習。每年訓練約120,000名預備役軍人，並計劃將增加到260,000人。女性現役軍人多從事非戰鬥職位，在2021年約占15%。持續改善並保障軍人權益，並提供各階段軍事教育。

## 經濟建設

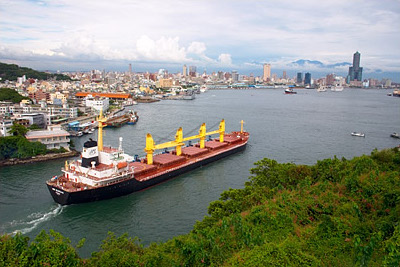
國際貿易與海上運輸對於臺灣經貿發展扮演相當重要的角色

臺灣經濟屬於資本主義市場經濟，主要由製造業、國際貿易和服務業推動，而大量外匯儲備、勞動生產率增加、產業私有化、政府經濟規劃、外國資金投資亦促成經濟成長。在2021年，名目國內生產毛額7,750億美元，人均名目國內生產毛額33,011美元，人均購買力平價59,398美元。而中央銀行藉由貨幣與外匯政策穩定新臺幣和外匯流通，持有世界排行前幾名的外匯儲備。這些讓臺灣在全球經濟中占有重要地位，與國際社會有極高依存度，並在許多調查位居世界前列，如2022年經濟自由指數第6名、《世界競爭力年鑑》第7名、投資環境風險評比第3名。
中華民國積極在亞太經濟合作會議與世界貿易組織推動區域和全球經濟一體化，與巴拿馬、瓜地馬拉、尼加拉瓜、薩爾瓦多、宏都拉斯、紐西蘭、新加坡、巴拉圭、史瓦帝尼、貝里斯等國簽署自由貿易協定或經濟合作協定。同時強化貿易合作和產業形象、規劃自由經濟示範區、吸引臺灣商人、中國大陸資金及其他外商投資、推動加入《跨太平洋夥伴全面進步協定》和新南向政策。臺灣證券交易所是世界最大的證券交易所之一，上市公司總家數為971家，總資本額約74,999億元。不過臺灣產業主要基於中小型企業，且大多是集中在北部的家族企業。
在2022年，中華民國商品及服務輸出5,512億美元、輸入4,515億美元，貿易順差997億美元（占名目國內生產毛額13.07%）。其中商品輸出4,795.2美元、輸入4,276億美元，貿易順差648.7億美元。中華民國主要出口市場為中國大陸（含香港，38.8%）、東南亞國家協會（16.8%）、美國（15.7%）、歐洲聯盟（7.3%）、日本（7.0%），主要進口來源為中國大陸（含香港，20.0%）、日本（12.8%）、東南亞國家協會（12.6%）、美國（10.7%）、歐洲聯盟（9.4%），而主要投資對象為新加坡、美國、加勒比海英國屬地、越南、韓國、中國大陸等。
同時期，中華民國勞動力人數平均1,185.3萬人、就業人數平均1,141.8萬人，失業率平均3.67%。中華民國政府持續推動青年就業和創業，女性勞動人數亦持續增加，勞動參與率平均59.18%。臺灣工會組織率相對較高，勞工抗議較少見。中華民國逐步調整基本工資、縮減工作時數、推動性別平等及友善職場措施、辦理勞工與就業保險及勞動檢查、健全退休金及國民年金制度，並落實工會自主、強化勞資爭議處理。目前臺灣綜合所得稅與營業稅相對較低，但已經出現貧富差距擴大、僱傭市場緊縮、非典型就業等現象，低收入及中低收入戶約58.1萬人。

### 第一產業

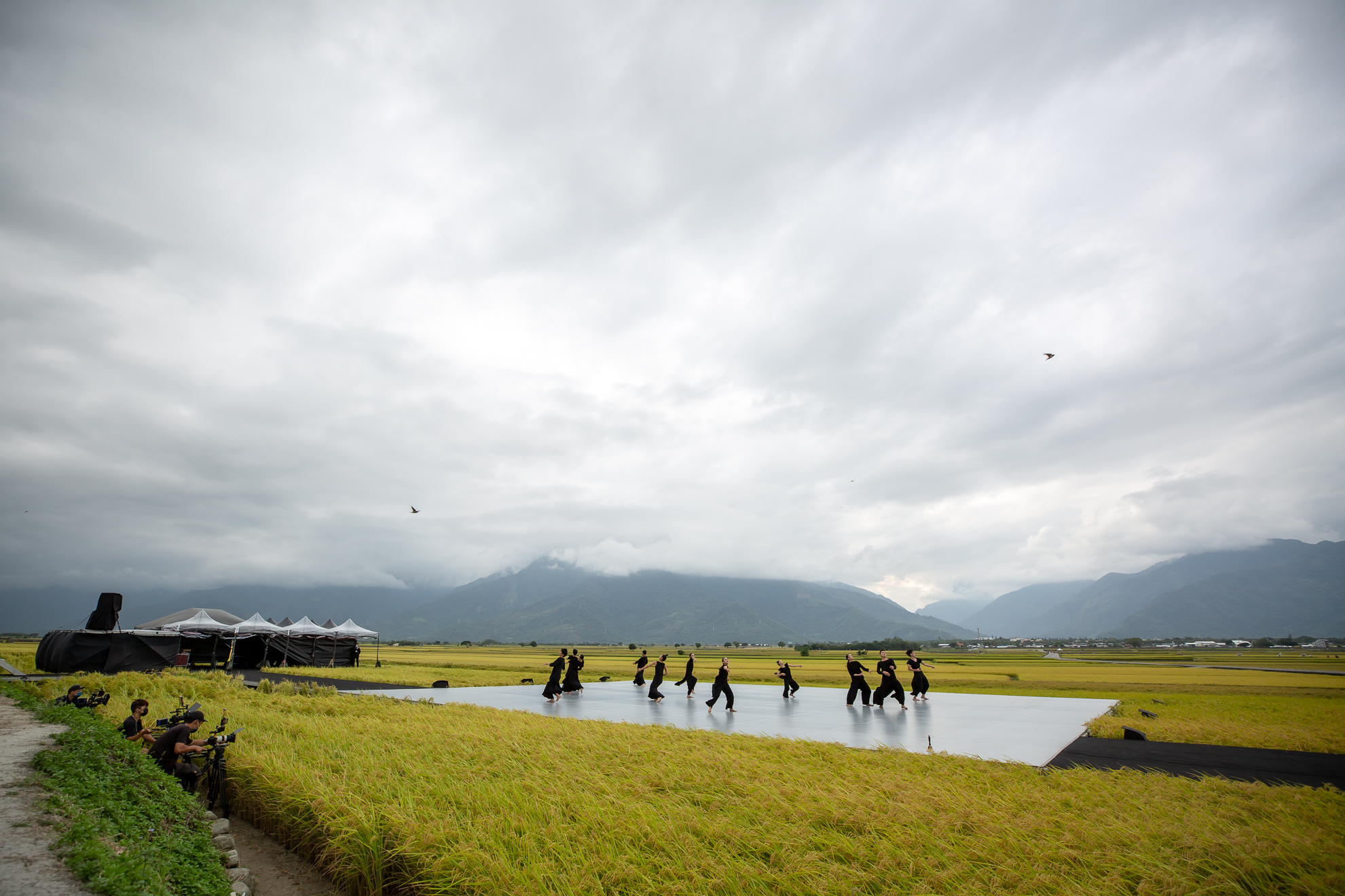
雲門舞集在臺東縣「池上秋收稻穗藝術節」上表演

2022年，中華民國第一產業占名目國內生產毛額（生產面）1.41%。農業就業人口占4.6%。臺灣氣候溫暖、雨水豐沛，適合作物生長。過去臺灣藉由土地改革、技術引進促成農業發展，但近期因加入世界貿易組織受到衝擊。目前農耕地約78.7萬頃（占土地面積22.7%），但農戶平均耕地0.72公頃，屬小農兼業經營，生產成本高且不具競爭力。稻米是最具價值的主食，主要蔬果有竹筍、捲心菜、西瓜、香菇、綠葉蔬菜和蔥。蔬果、茶葉和花卉為重要出口產品，並出現數百個休閒農場。畜牧業奶製品與肉業經濟規模較小，豬肉與家禽比牛肉更歡迎。
過去採礦業、林業和漁業為重要經濟部門，曾大量開採黃金、硫磺、大理石等資源，但現今重要性下降。採礦業與林業由於資源枯竭及管理限制，僅占經濟總產值一小部分，但木材與竹材產量持續增長。由於資源狀況與氣候變遷影響，漁業由沿海漁業轉為遠洋漁業與養殖漁業，主要出口秋刀魚、石斑魚、吳郭魚等；臺灣南部則有觀賞魚養殖場。目前中華民國政府推動建立產品安全、糧食安全、防疫檢疫等機制，並改善農產品運銷、農作物出口、水利建設、農漁民團體、農漁村環境，以及發展農業創新知識和高經濟價值產業。

### 第二產業

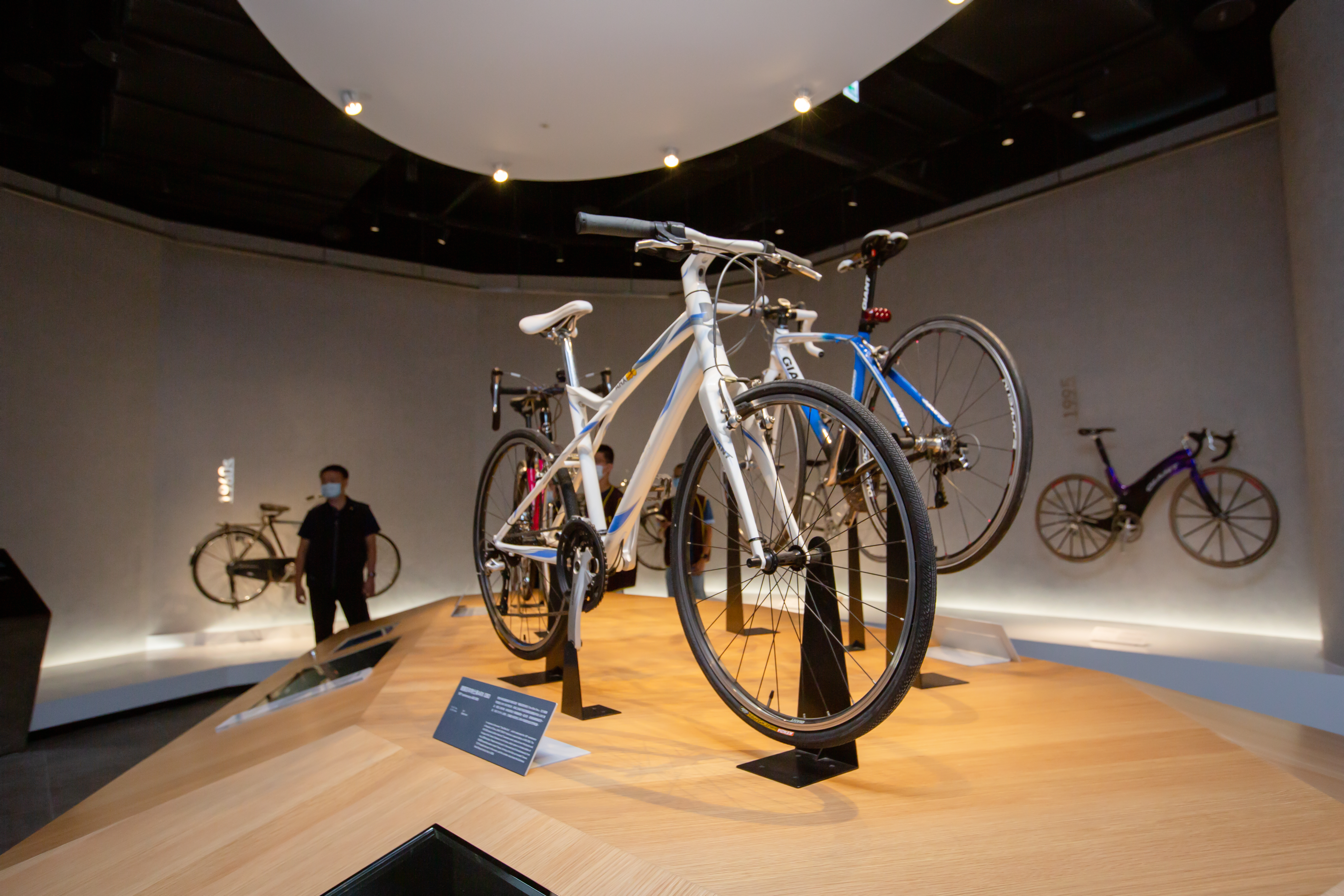
自行車設計、創新和研發是臺灣眾多優勢產業之一

2022年，中華民國第二產業占名目國內生產毛額（生產面）37.80%，製造業占34.24%。工業勞動人口占35.4%。在產業結構和貿易政策上，臺灣先後經過勞力密集產業進口替代階段（1950年代）、出口導向二次進口替代階段（1960年代）及資本密集技術導向產業等階段（1980年代）。因此早期政策主要投資紡織業、輕工業，其後扶植塑膠、石化、鋼鐵、造船、汽車、電子、半導體產業。其中藉由公營事業推動國家政策，並進口石油建立石化工業。目前臺灣還是半導體、資訊及通訊科技產品的重要生產地，也是主要工業產品、高端零件的提供者。
目前中華民國主要生產紡織品、食品加工、塑膠、石油精煉、藥品、化學品、鋼鐵、車輛零件、機具機械、半導體、電子設備、資訊及通訊科技設備、消費品等產品，主要出口產品有電子零組件、資通與視聽產品、金屬及其製品；主要進口產品有電子零件、礦產品與機械。數家臺灣公司在全球市場擁有相當重要的地位，臺灣積體電路製造、聯華電子、華碩、宏碁、宏達國際電子便是知名品牌。中華民國政府希望加速產業升級及結構轉型，建立創新驅動經濟形態，並協助企業布局全球。同時藉由國防工業穩定需求及提升技術，自製軍艦、潛艦、戰鬥機、飛彈等武器。

### 第三產業

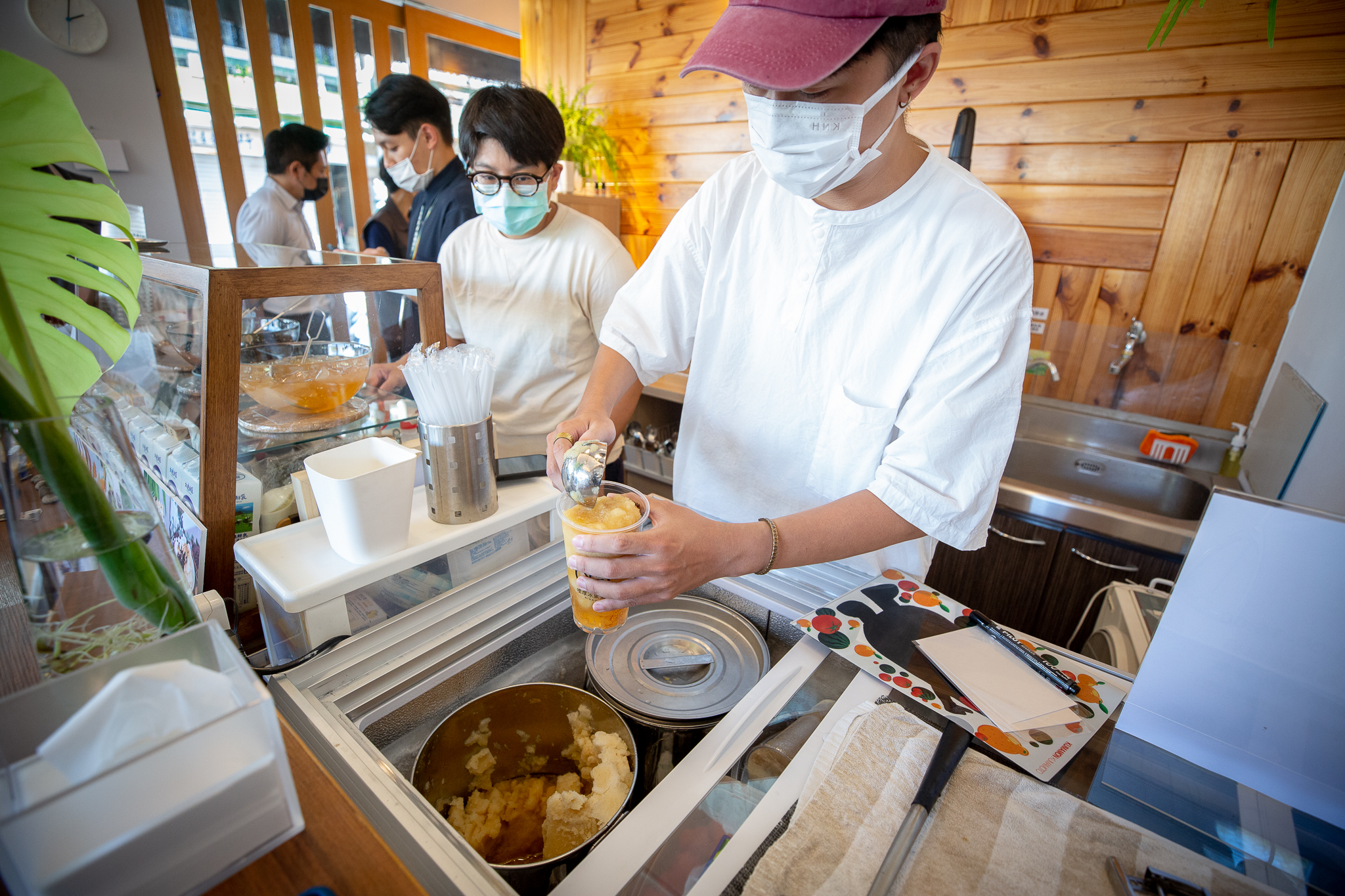
人數少於5人的微型企業約占臺灣中小型企業近80%

2022年，中華民國第三產業占名目國內生產毛額（生產面）60.78%。服務業勞動人口占60%，是成長速度最快的產業類別，並朝向精緻化與專業化發展。主要服務業有批發和零售貿易、政府服務、金融和保險、房地產（包括出租和租賃）、運輸（包括倉儲）、醫療保健和社會服務、高科技服務、住宿（包括飲食）、教育和文化（包括體育和娛樂）。在商業部門方面，中華民國政府推動電子商務業、國際物流服務、餐飲科技、商業服務設計暨廣告服務業、連鎖加盟業、智慧商業服務加速升級與數位轉型，並強化冷鏈物流、國家標準檢驗、智慧財產權等基礎環境。
中華民國⾦融機構分成銀行、信用合作社、農會、漁會信用部、票券⾦融公司、證券⾦融公司及⾦融控股公司。其中銀行機構持續拓展據點，保險業經歷快速成長有相當高覆蓋率，證券業和票券業機構則趨於穩定。中華民國政府相當看重自己的文化特色，陸續規劃臺灣世界遺產潛力點、國家公園、國家森林遊樂區、林業文化園區、國家綠道、國家級風景特定區等景點。在2022年，前來臺灣的旅客共895,962人次，主要來自中國大陸、日本、香港、美國和東南亞；出國國民共1,482,821人次，主要前往中國大陸、日本、美國和歐洲。

### 科學技術

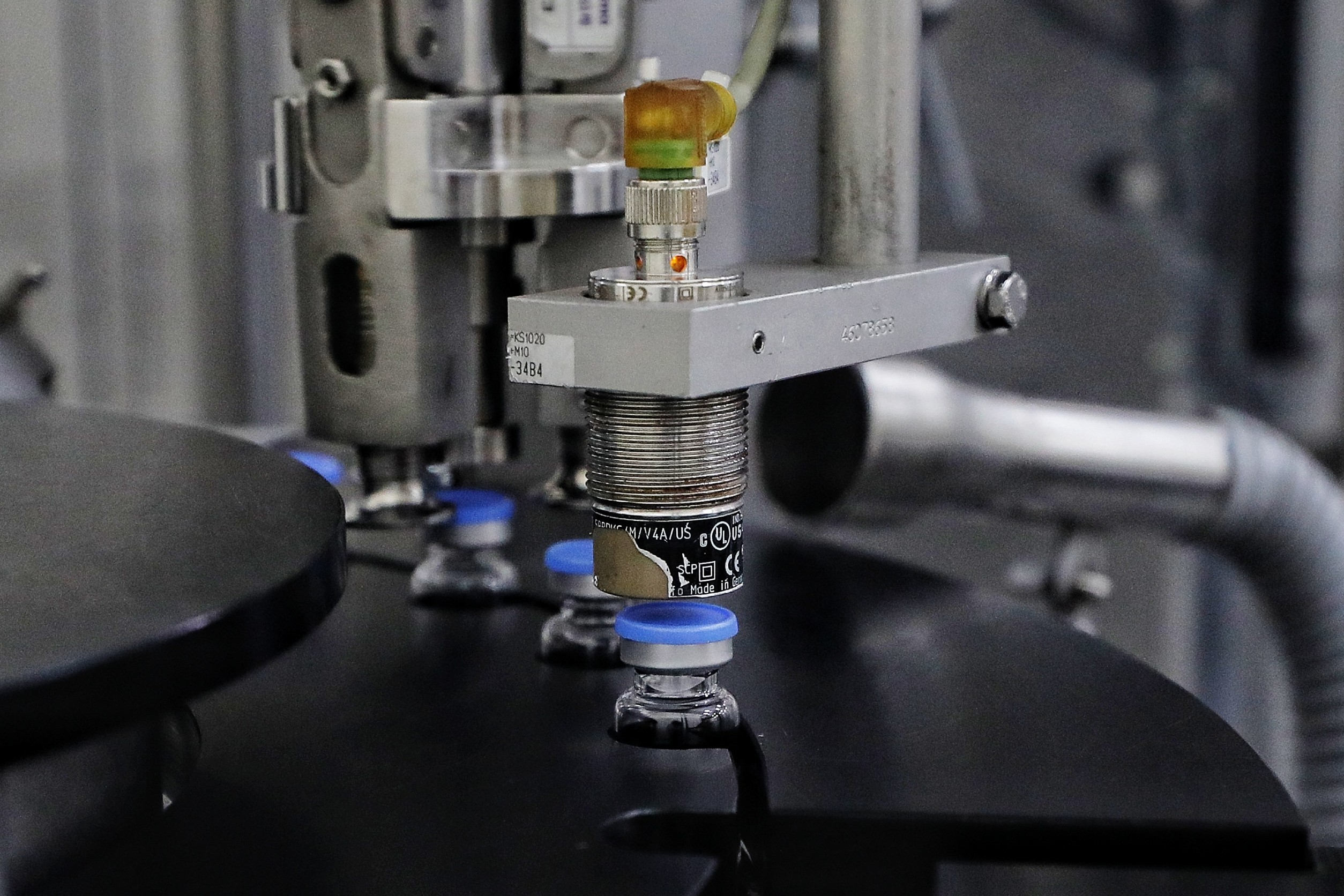
生物科技是中華民國國家發展計劃的重點領域

臺灣科技發展源於政府對於應用科學的人力投資、研發創新與產業升級及私營部門相關投入，這也是其經濟成長的重要動力。早期中華民國政府主要推動民生科技產業與臺灣製造（石化業、鋼鐵業、汽車產業），在1980年代轉為資訊科技（個人電腦、積體電路），目前則推動產業創新及升級轉型；同時還支持學術研究發展，引導大學與企業共同開發高科技、學界成果產業化、培育創新人才。目前中華民國政府支持的產業包含數位資訊及通訊、生物醫學、奈米、綠電及再生能源等技術，也積極推動智慧機械、國防戰略、防災、物聯網、雲端運算及人工智慧等項目。
除了培育專業技術及跨領域人才，中華民國政府提供產業投資發展環境、推動國際產業創新聚落。目前臺灣共有13個科學園區，分成新竹科學園區、中部科學園區、南部科學園區等3大核心園區，集結大量生物技術、個人電腦設備、積體電路、奈米技術、精密機械和電信領域公司。在2021年，臺灣三大科學園區進駐企業的經濟產值達1,239億美元。中華民國還設立工業技術研究院、國家實驗研究院（含國家高速網路與計算中心、國家奈米元件實驗室、國家地震工程研究中心、臺灣颱風洪水研究中心）、資訊工業策進會、國家太空中心等科研機構展開多項研究。
另一方面，中央研究院是國家學術研究最高機構，招攬自然科學與社會科學頂尖研究人員。中華民國在文學研究、經學、歷史學、考古學、人類學、語言學、宗教學、政治學、法學、經濟學、社會學、心理學、教育學、圖檔學、傳播學、體育學、數學、天文學、物理學、化學、地球科學、生物學、基礎醫學、臨床醫學等學術領域均有研究成果，並朝向全球化、在地化、多元化方向發展。目前臺灣在科技競爭排名領先，如在2019年的《全球競爭力報告》創新能力部分排行第4名，在2021年《世界競爭力年鑑》技術基礎設施和科學基礎設施部份分別排行第9名與第6名。

## 公共建設

### 交通運輸

臺灣高鐵時速達300公里，改變人們的工作與生活型態

臺灣四面環海，位處印度洋與太平洋交通樞紐。目前擁有7個國際商港和4個國內商港，前四大港口為高雄港、基隆港、臺中港及臺北港。海運公司主要是民營企業（如長榮海運、陽明海運等），擁有大量商船，2022年國際貨櫃裝卸量1,469萬20呎標準貨櫃。臺灣還擁有35座機場，包括桃園國際機場（全球第四繁忙機場）、臺北松山機場、高雄國際機場及臺中清泉崗機場4座國際機場。目前計有中華航空（國家航空公司）、長榮航空、臺灣虎航、星宇航空等8家航空公司，各主要城市間班機頻繁，在全球89個城市則有199條國際航線。
臺灣環島鐵路為公營事業，營業里程1,065.0公里（共241座車站），載客列車分成數種等級。臺灣高鐵公司經營的臺灣高鐵共12個車站，臺北市至高雄市需90分鐘，構建西部走廊一日生活圈。臺北都會區、高雄都會區、桃園中壢都會區、臺中彰化都會區還建有捷運系統。公路分為國道、省道、 縣道與市道、鄉道與區道及其他專用公路，總里程21,777.6公里。大部分公路橫跨西部沿海低地與丘陵，雪山隧道是世界第八長高速公路隧道。臺灣私人汽車和機車擁有率相當高，並有汽車客運、計程車、租車、公共自行車等服務。

### 能源供需

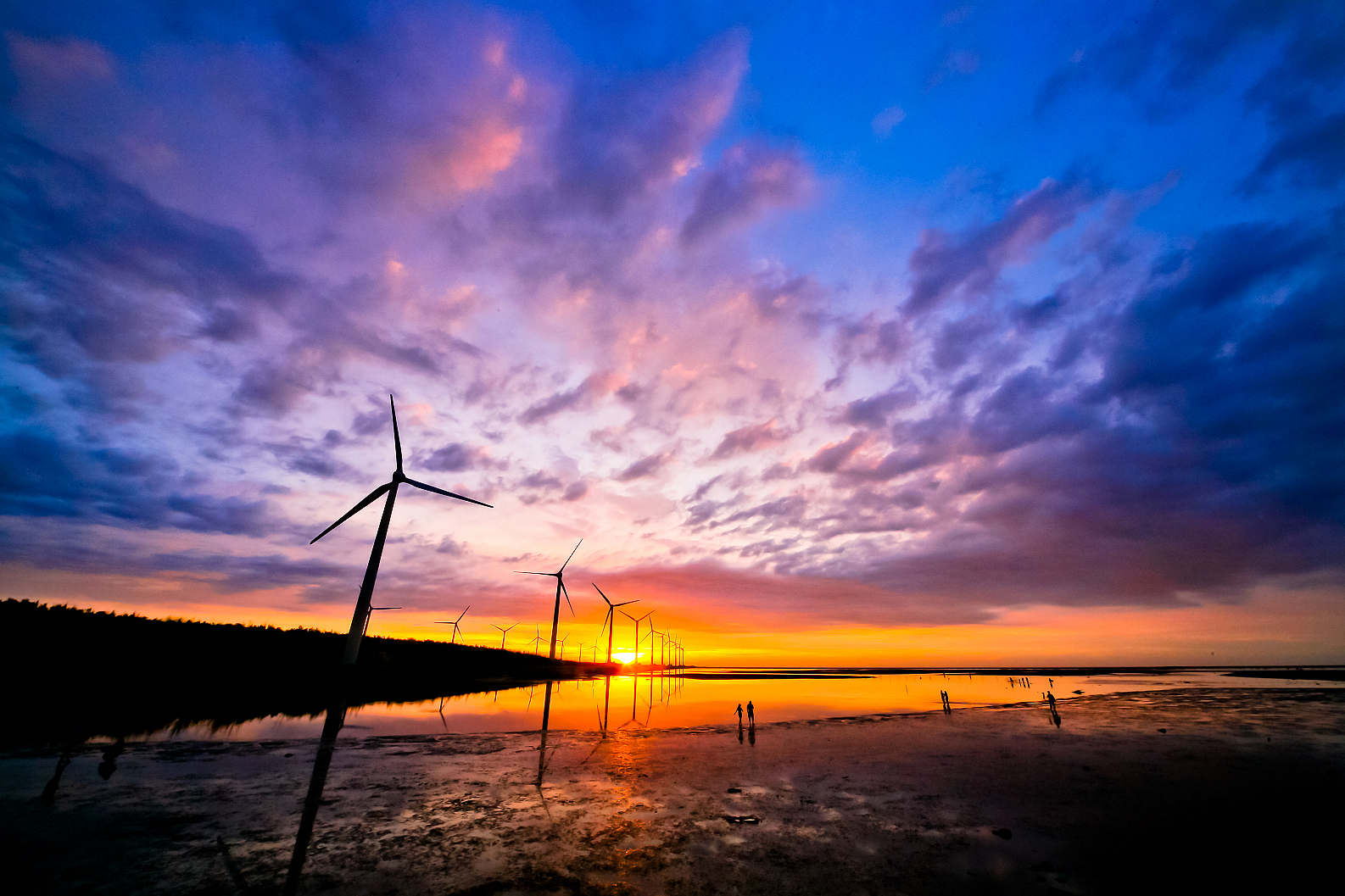
臺灣持續推動綠能科技與再生能源，圖為臺中市高美野生動物保護區的風力發電廠

2020年，臺灣電力產業主要仰賴化石燃料（82.2%）、核能（11.2%）、水力（2.2%）、太陽能（2.2%）、生質能（1.3%）、風力（0.9%）。目前臺灣煤礦存量已經耗盡，僅能開採少量的石油及天然氣，因此大部分化石燃料必須仰賴進口。由於對外國燃料的依存度極高，中華民國政府持續分散採購石油、煤礦與天然氣，並依法管控石油與天然氣安全存量。其主要是從沙烏地阿拉伯、科威特等中東國家進口石油，並向澳洲、印度尼西亞和南非購買煤礦。天然氣進口在2000年後急遽增加，目前向卡達、馬來西亞、印度尼西亞等13個國家採購。
早期臺灣發電廠採用水力發電和燃煤發電，其後則仰賴火力發電，並在1970年引入核能發電。在日本福島核電廠事故後，反對核能者增加，核能發電的能源占比亦下降。再生能源占一小部分比例，以太陽能、風力和生質能發電為主，水力和地熱發電相對次要。在電力需求增加、發電機組屆齡下，臺灣電力公司推動增加燃氣機組、天然氣接收站等計劃。同時中華民國政府也推動能源轉型，輔導提升能院效率和潔淨能源，特別是太陽光電與風力發電。截至2022年，再生能源裝置容量累計14,128.6千瓩。目前臺灣家用電源電壓為110V或220V，頻率為60Hz。

### 其他建設
中華民國的郵政事業由國營的中華郵政公司專營，並推動數位轉型。在2023年，中華民國計有114家電信業者經營語音、數據等服務，市內電話用戶1,028萬4,961戶，寬頻網路帳號3,723萬戶（709萬戶固網寬頻、2,836萬戶行動寬頻）。隨著中華民國政府鼓勵發展及市場自由化，固網、行動網絡和光纖服務相當普及。目前行動電話數量已經超過固定電話，包括最大電信業者中華電信在內的電信公司均提供服務。中華民國政府持續推動兆位元寬頻聯網佈建普及、網際網路協定升級，網際網路和社群媒體使用有所增加，2016年網路就緒指數排行第19名。
早期臺灣公共建設配合經濟發展規劃（如十大建設），其後轉向生活環境改善。國營的臺灣自來水公司提供穩定供水設備，另有多項水資料開發治理計劃。2021年底，家庭自來水設備普及率約97.2%。每年城市估計生產733.6萬噸固體廢物，並面臨各類環境問題。在環境運動推動下，中華民國政府持續執行空氣、河川、土壤與地下水汙染及毒性化學物質災害等防治工作，並推動廢棄物分類、資源回收等政策，一般廢棄物回收率56.79%。另外還推動國土計劃與功能分區、城鄉風貌及創生環境、均衡區域及城鄉發展，並有都市建築物重建機制。

## 社會發展

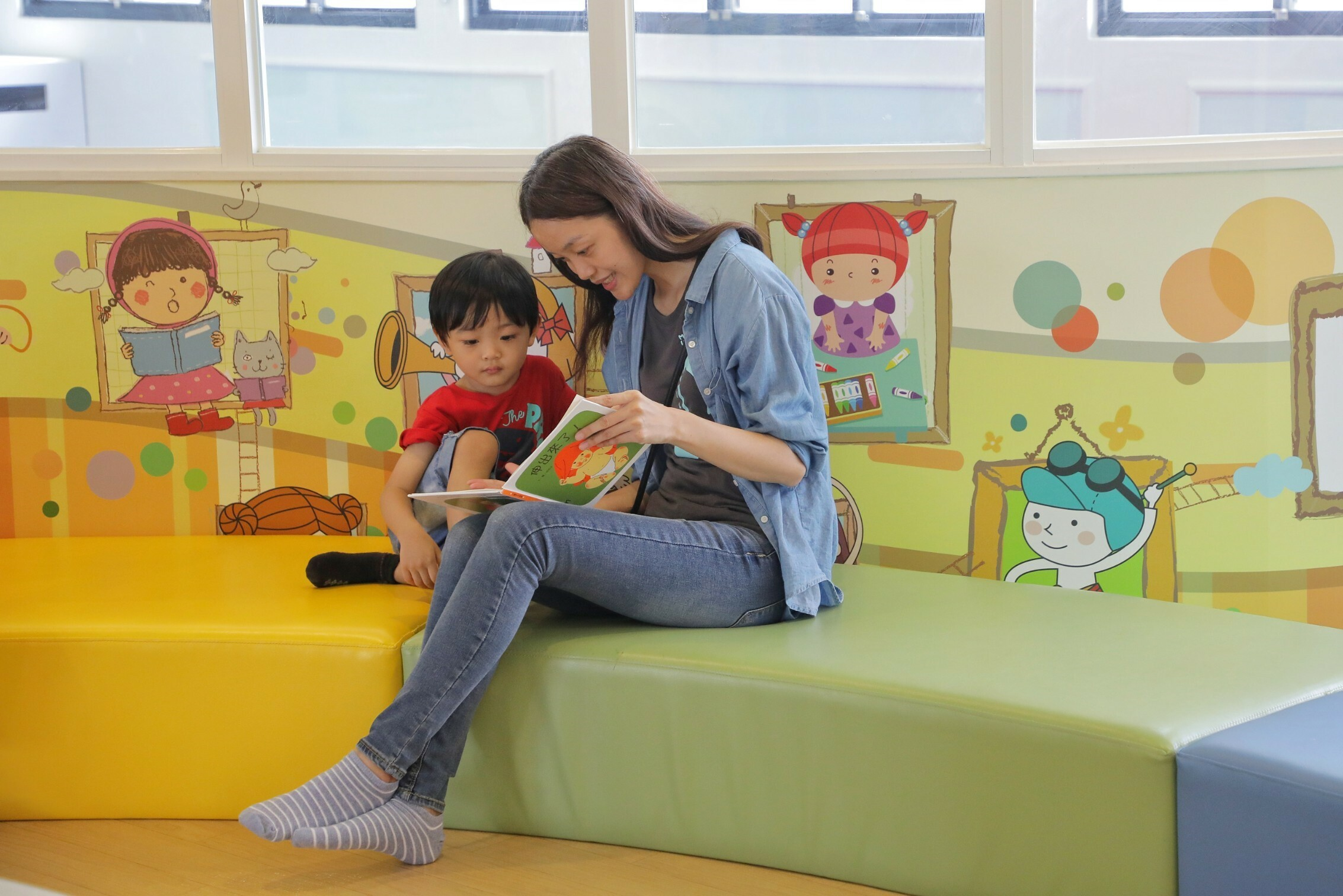
自1984年以來，育齡婦女總生育率一直低於人口替代水準2.1

2022年底，中華民國人口總數23,264,640人，約占世界人口0.31%（排行第56名）。早期總和生育率相當高，但在1950年代末顯著下降，1984年後低於人口替換水準2.1，人口呈負成長。2022年，總和生育率降至0.870，粗出生率5.96‰也低於粗死亡率8.89‰，屬於超低總和生育率國家。目前性別比例則逐漸接近，嬰兒性別比為107.79比100，女性預期壽命與移民人數較多。平均結婚年齡和離婚比例均上升，在2023年估計51%女性已婚。隨著都市化提升與社會變遷，傳統家庭結構持續縮小且日趨多元，單親、隔代、新住民、近貧等家庭持續增加。
同時期，中華民國人口年齡中位數為43.8歲。國民0歲平均餘命逐年波動遞增，在2021年0歲平均餘命合計為80.86歲。隨著死亡率降低和預期壽命增加，65歲以上老年人口的比率已經快速上升，在2022年底占總人口17.56%（扶養比42），屬於高齡化社會。預計至2025年老人人口將超過總人口20%，成為超高齡社會。因應高齡化社會趨勢及其對國家發展的影響，中華民國政府與民間推展各項老人福利服務，同時推動兒童及少年福利、婦女福利、身心障礙者福利、專業保護網絡等社會福利服務，建構社會救助與社會保障等社會安全制度。
目前中華民國人口密度每平方公里643人，為全世界1,000萬以上人口國家第二位，僅次於孟加拉。其中99.7%人口居住在臺灣，並隨著產業發展往西部和北部都會區聚集，導致都市化快速（80.1%為都市人口），超過100萬人的直轄市更占人口69.43%。人口前三名直轄市為新北市（近400萬人，占17.17%）、臺中市（281萬人，占12.10%）和高雄市（273萬人，占11.73%），人口密度前三名都市為臺北市、嘉義市與新竹市。85.0%人口擁有住宅或公寓，但是房價與租金急遽成長，因而出現社會住宅及租金補貼等政策，都會人口與產業亦向外擴散分化。
| 中華民國最大城市排名 2023年1月戶籍人口 | 中華民國最大城市排名 2023年1月戶籍人口 | 中華民國最大城市排名 2023年1月戶籍人口 | 中華民國最大城市排名 2023年1月戶籍人口 | 中華民國最大城市排名 2023年1月戶籍人口 | 中華民國最大城市排名 2023年1月戶籍人口 | 中華民國最大城市排名 2023年1月戶籍人口 | 中華民國最大城市排名 2023年1月戶籍人口 | 中華民國最大城市排名 2023年1月戶籍人口 | 中華民國最大城市排名 2023年1月戶籍人口 |
|                                        | 排名                                   | 名称                                   | 行政區                                 | 人口                                   | 排名                                   | 名称                                   | 行政區                                 | 人口                                   |                                        |
| -------------------------------------- | -------------------------------------- | -------------------------------------- | -------------------------------------- | -------------------------------------- | -------------------------------------- | -------------------------------------- | -------------------------------------- | -------------------------------------- | -------------------------------------- |
| 新北市 臺中市                          | 1                                      | 新北市                                 | 新北市                                 | 4,004,367                              | 11                                     | 竹北市                                 | 新竹縣                                 | 210,754                                | 高雄市 臺北市                          |
| 新北市 臺中市                          | 2                                      | 臺中市                                 | 臺中市                                 | 2,819,798                              | 12                                     | 屏東市                                 | 屏東縣                                 | 194,096                                | 高雄市 臺北市                          |
| 新北市 臺中市                          | 3                                      | 高雄市                                 | 高雄市                                 | 2,731,635                              | 13                                     | 員林市                                 | 彰化縣                                 | 122,518                                | 高雄市 臺北市                          |
| 新北市 臺中市                          | 4                                      | 臺北市                                 | 臺北市                                 | 2,488,043                              | 14                                     | 斗六市                                 | 雲林縣                                 | 107,928                                | 高雄市 臺北市                          |
| 新北市 臺中市                          | 5                                      | 桃園市                                 | 桃園市                                 | 2,286,942                              | 15                                     | 頭份市                                 | 苗栗縣                                 | 105,513                                | 高雄市 臺北市                          |
| 新北市 臺中市                          | 6                                      | 臺南市                                 | 臺南市                                 | 1,855,092                              | 16                                     | 臺東市                                 | 臺東縣                                 | 103,323                                | 高雄市 臺北市                          |
| 新北市 臺中市                          | 7                                      | 新竹市                                 | 新竹市                                 | 452,928                                | 17                                     | 花蓮市                                 | 花蓮縣                                 | 99,579                                 | 高雄市 臺北市                          |
| 新北市 臺中市                          | 8                                      | 基隆市                                 | 基隆市                                 | 361,891                                | 18                                     | 南投市                                 | 南投縣                                 | 97,403                                 | 高雄市 臺北市                          |
| 新北市 臺中市                          | 9                                      | 嘉義市                                 | 嘉義市                                 | 263,188                                | 19                                     | 草屯鎮                                 | 南投縣                                 | 96,778                                 | 高雄市 臺北市                          |
| 新北市 臺中市                          | 10                                     | 彰化市                                 | 彰化縣                                 | 226,744                                | 20                                     | 竹東鎮                                 | 新竹縣                                 | 96,464                                 | 高雄市 臺北市                          |

### 族群劃分

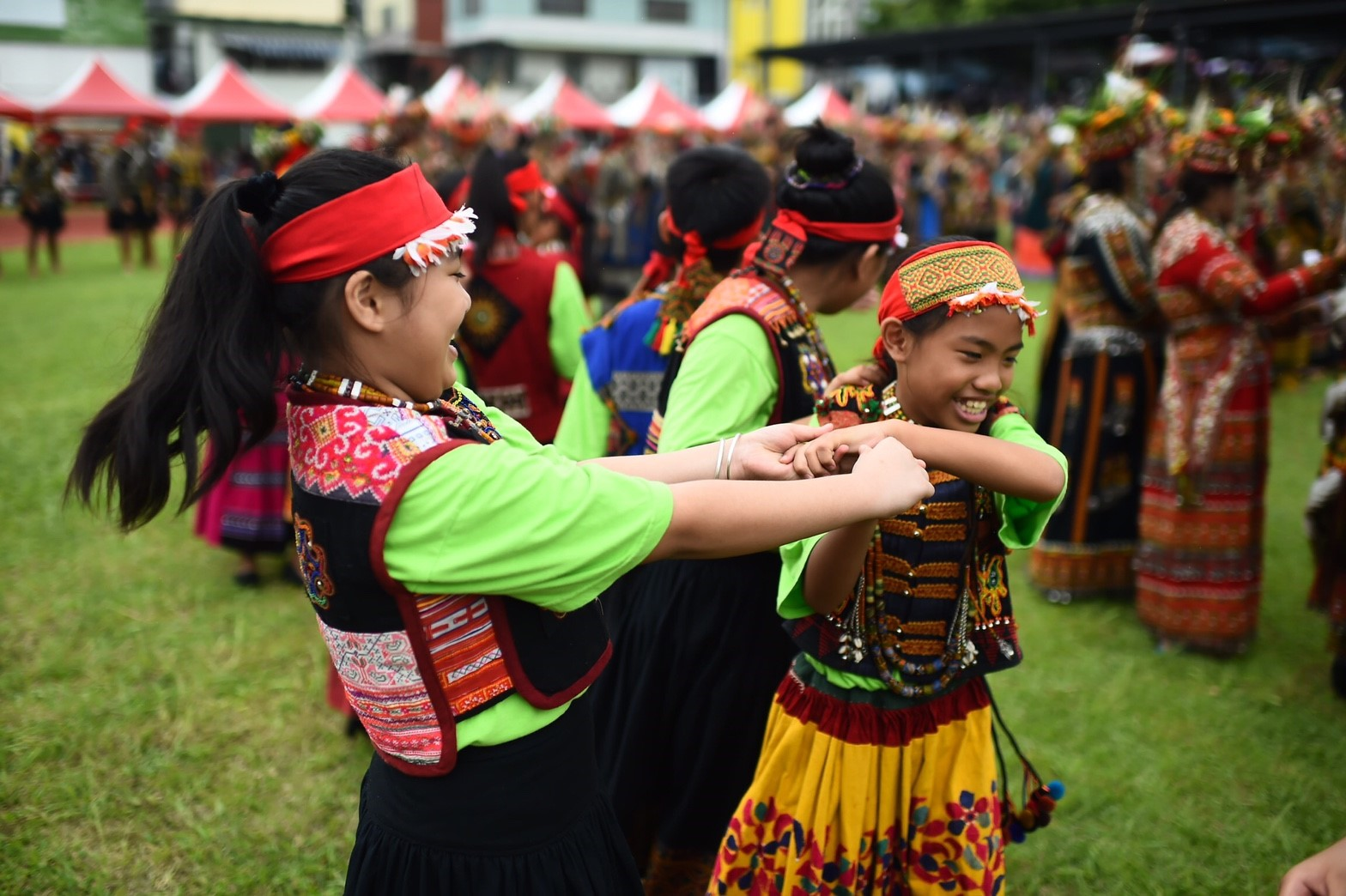
屏東縣三地門鄉各部落的原住民孩童

臺灣是一個多元文化社會，戶籍人口以漢族為最大族群，占人口96.4%。其他2.5%為原住民族、1.1%為新住民。漢族在14世紀至17世紀移民臺灣，分成來自福建省的閩南裔臺灣人（占人口70%，多居住在沿海平原，又細分泉州人與漳州人）、及來自廣東省的客家裔臺灣人（占總人口15%，多居住在丘陵），後來被稱為「本省人」。日本人在1945年撤離臺灣後，中國大陸人士紛紛移居臺灣。1948年至1955年，大批軍公教人員及民間人士隨著中華民國政府遷往臺灣，這批移民（占人口15%）包含漢族、蒙古族、藏族、西南少數民族等，又被稱為「外省人」。
臺灣原住民族屬於馬來-玻里尼西亞語族，至少在10,000年前在臺灣地區居住，共有泰雅族、賽夏族、布農族、鄒族、邵族、排灣族、魯凱族、卑南族、阿美族、達悟族、噶瑪蘭族、太魯閣族、撒奇萊雅族、賽德克族、拉阿魯哇族及卡那卡那富族等16族。在漢人移民下，居住在臺灣平地的平埔族群多遭同化，高山族群則遷往東部。目前原住民族人口逾58萬人，並有逾28萬人遷居都市。阿美族、排灣族與泰雅族三大族群占原住民族人口70%，邵族和拉阿魯哇族僅有數百人。隨著不同族群相互通婚、文化同化、社會變遷和都市化，族群差異逐漸趨同，但仍影響選舉政治。
自1990年代，隨著婚姻移民定居及開放引進移工，居住在臺灣的外國人人數增加，人口組成日趨多元，目前已設戶籍的移民人口占人口1.1%。臺灣新住民以來自中國大陸與港澳地區最多，其次為越南、印度尼西亞、菲律賓，共計57.79萬人。因應經濟發展需要，中華民國自1989年首度開放引進特定工作的國際勞動人口，並對移工及仲介機構進行管理，目前移工人數已經有71萬餘人。不過臺灣淨遷移率估計為每1,000人僅0.85名移民，在世界排行第68名。相反地，許多國民移民至美國、澳洲、紐西蘭等國家，或前往中國大陸定居。

### 語言文字
2020年臺灣主要使用語言情況。
目前臺灣使用的聽覺語言相當多樣，分屬漢藏語系中的漢語、和南島語系的原住民族語兩大類。臺灣漢語系統包括國語（華語）、臺灣臺語、臺灣客語、馬祖語等，依族群及區域還有不同方言和腔調，且彼此並不互通。臺灣原住民族至少使用42個語言別，同樣彼此不互通；目前撒奇萊雅語、噶瑪蘭語、邵語、拉阿魯哇語、卡那卡那富語、賽夏語、魯凱語部分支群及卑南語部分支群等13種語言別被列為瀕危語言。部分年紀較大者因曾接受過日本教育會使用日語，而1949年的中國大陸移民者會使用各省份方言，但後者已在年輕世代式微。
目前文字系統則有從古代漢字演進的正體字，以及後來訂定的臺灣臺語、臺灣客語及原住民族語書寫系統。臺灣原住民族最早沒有文字，之後才向荷蘭人、日本人、漢人學習書面語言。漢字在形體上有古文、籀文、小篆、隸書、楷書等演變，臺灣更是少數使用繁體字的地方，並盛行書法活動。隨著中華民國政府推動國語政策和教育普及，華語成為臺灣最多人使用的共通語言，目前還推動國際華語教學。而由於閩南族群人數居多，許多族群的人會同時講華語與臺語。另外針對聽語障人士所使用的視覺語言，也自主發展出臺灣手語系統。
相對於過去將華語獨尊為官方語言，其他本地語言和方言直到民主化後才逐漸受到重視。目前《國家語言發展法》將臺灣及離各族群的自然語言及臺灣手語納為國家語言，保障使用國家語言的權利，落實語言與文化平權。中華民國政府和民間還展開一系列弱勢語言、書寫系統使用維護及保存國家語言等語言保護措施，並將這些語言納入十二年國民基本教育必修課程。中華民國還將英語列為國民教育必修課程，並鼓勵學習日語、法語、德語、西班牙語、韓語、俄語、義大利語、越南語等第二外語。為了提升全球競爭力，中華民國政府推動2030雙語政策。

### 宗教信仰

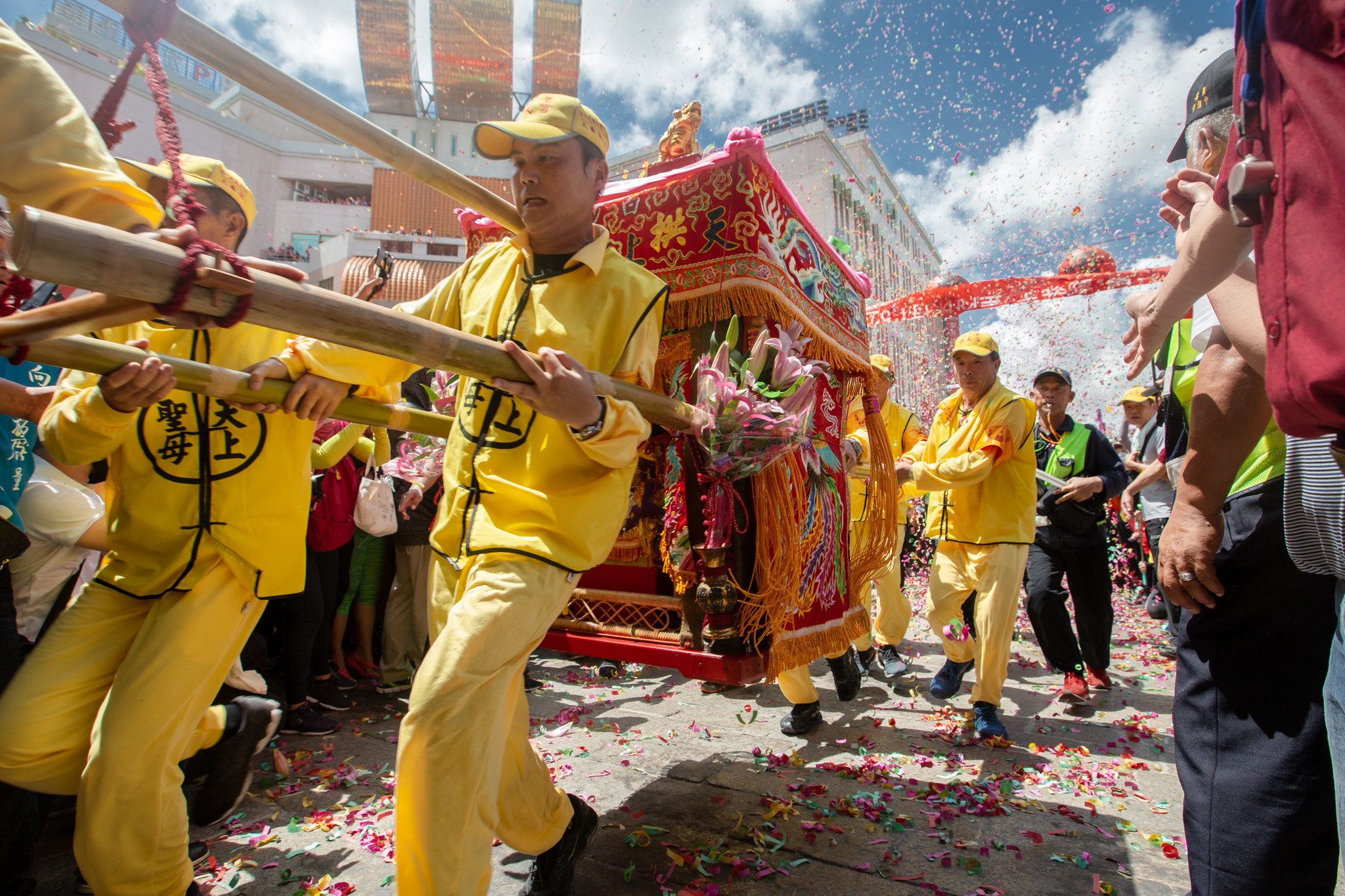
信徒在媽祖遶境期間祈求合境平安

《中華民國憲法》規定人民有宗教自由，在法律上一律平等，各種宗教在此基礎上蓬勃發展，成為世界上宗教最寬容的地方之一。根據2019年的調查，民眾主要信仰傳統民俗宗教（49.3%）、佛教（14%）、道教（12.4%）、基督新教（5.5%）、一貫道（2.1%）和天主教（1.3%），其他宗教還包括伊斯蘭教、東正教、三一教、理教、道院（世界紅卍字會）、天德教、耶穌基督後期聖徒教會（摩門教）、天理教、巴哈伊教、統一教、山達基、崇教真光、天道教、天帝教、彌勒大道等。另外，有80%民眾同時信奉不同宗教，13.2%民眾則無宗教信仰。
過去臺灣原住民族多信仰泛靈信仰，中國大陸移民引入佛教、道教和儒教，荷蘭人和西班牙人傳入基督新教與天主教，日本則導入神道教。在1949年，許多儒教、佛教、道教、民間教派等團體從中國大陸逃往臺灣，彼此競爭消長。臺灣登記在案的宗教團體可分為財團法人（基金會）、寺廟或社會團體，不同的宗教還辦理各式慈善公益、教育教化、醫療服務、社會福利等機構（如慈濟基金會是全球最大的佛教慈善機構），並建立宗教研究機構與學術環境。臺灣有將近33,000多個供教（信）徒膜拜、聚會的場所，是世界上宗教場所密度最高的國家之一。
臺灣民間信仰結合自然崇拜、儒家、佛教、道家等內容，相信人神靈三界相通。其中媽祖及王爺千歲為二大寺廟供奉神明系統，而不同慶典儀式、藝術裝飾等則體現傳統教義。每年各地會舉辦大型迎神賽會或遶境活動，並有天公生、迎媽祖、燒王船、蜂炮、炸寒單、宋江陣等儀式。目前道教逐漸融入現代生活，佛教朝向「人間佛教」改革發展，而一貫道持續影響社會。包括天主教及新教在內的基督宗教在臺灣歷經長期發展，目前臺灣原住民族多是基督徒，數位中華民國總統亦是基督徒。漢語穆斯林社群逐漸式微，外籍移工多信奉伊斯蘭教、佛教和天主教。

### 公共衛生

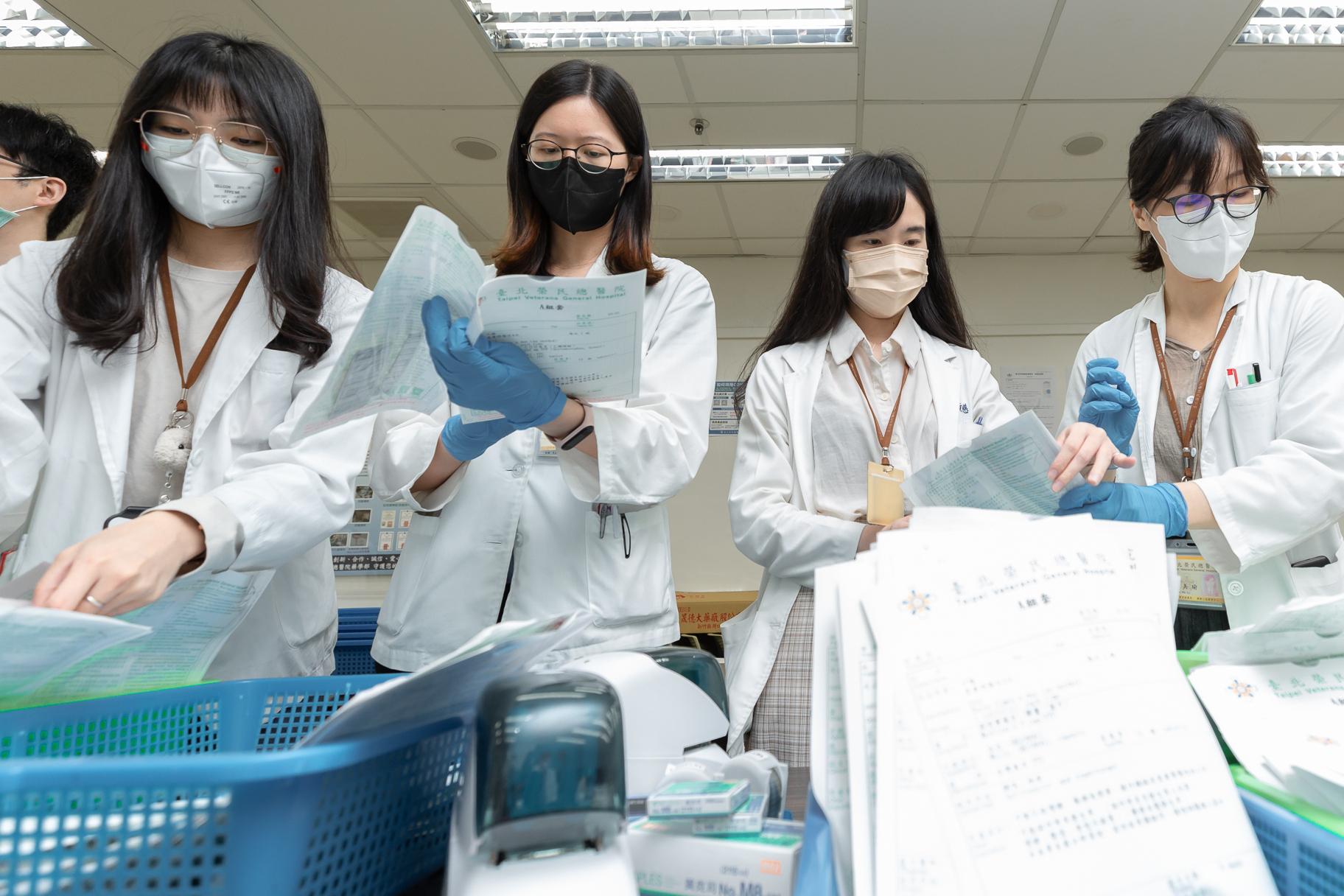
全民健康保險使臺灣患者享有高效率且可負擔的醫療服務

臺灣有著極高的健康水平，預期壽命高。醫療院所由醫療專業人員組成，提供專業醫療照顧，目前主要分為中醫與西醫兩種醫療專業體系。在2022年底，執業醫事人員數359,609人，計有480家醫院及20,099家診所，提供172,088張床位。自1995年後，全民健康保險整合社會保險系統，藉由財務自給自足的互助制度，將99.9%的國民納入保障，落實平等醫療和就醫權利。其財源主要以保險費收入和量能負擔為原則，中華民國政府提供部分弱勢族群保險費補助。全民健康保險提供所有必要且完整的診療服務，被保險人可以自由選擇特約醫院、診所等機構。
在2021年，中華民國國民0歲平均餘命80.86歲，男性77.67歲、女性84.25歲；新生兒死亡率每1,000活產2.7人，嬰兒死亡率每1,000活產4.1人。十大死因以慢性疾病為主（占76.6%），依序為惡性腫瘤（28.0%）、心臟疾病（11.9%）、肺炎（7.4%）、腦血管疾病（6.6%）、糖尿病（6.2%）、高血壓性疾病（4.3%）、事故傷害（3.7%）、慢性下呼吸道疾病（3.4%）、腎炎、臟病症候群與腎病變（3.0%）及慢性肝病與肝硬化（2.2%）；前三大癌症是肺癌、肝癌和結腸直腸癌。成人過重及肥胖盛行率在2016年至2019年47.97%，18歲以上吸菸率在2020年13.1%。
由於人口老化快速，全民健康保險的醫療支出持續增加。2021年，醫療保健支出14,265億元，占國內生產毛額6.6%；平均每人花費60,783元，不過全民健康保險制度也引發爭論。中華民國政府建構嚴重特殊傳染性肺炎疫情、蟲媒傳染病、腸病毒、結核病、愛滋病、肝炎、猴痘、流感大流行等傳染病防治，推動婦幼健康、罕見病、癌症及慢性疾病防治、營造健康環境、健康監測等政策。同時還確保人類藥物、生物藥品、醫療器材、食品、化妝品等安全管理，並監督中醫學服務與藥材管理。另外也發展多元長期照顧體系、推動失智友善社區。

### 教育措施

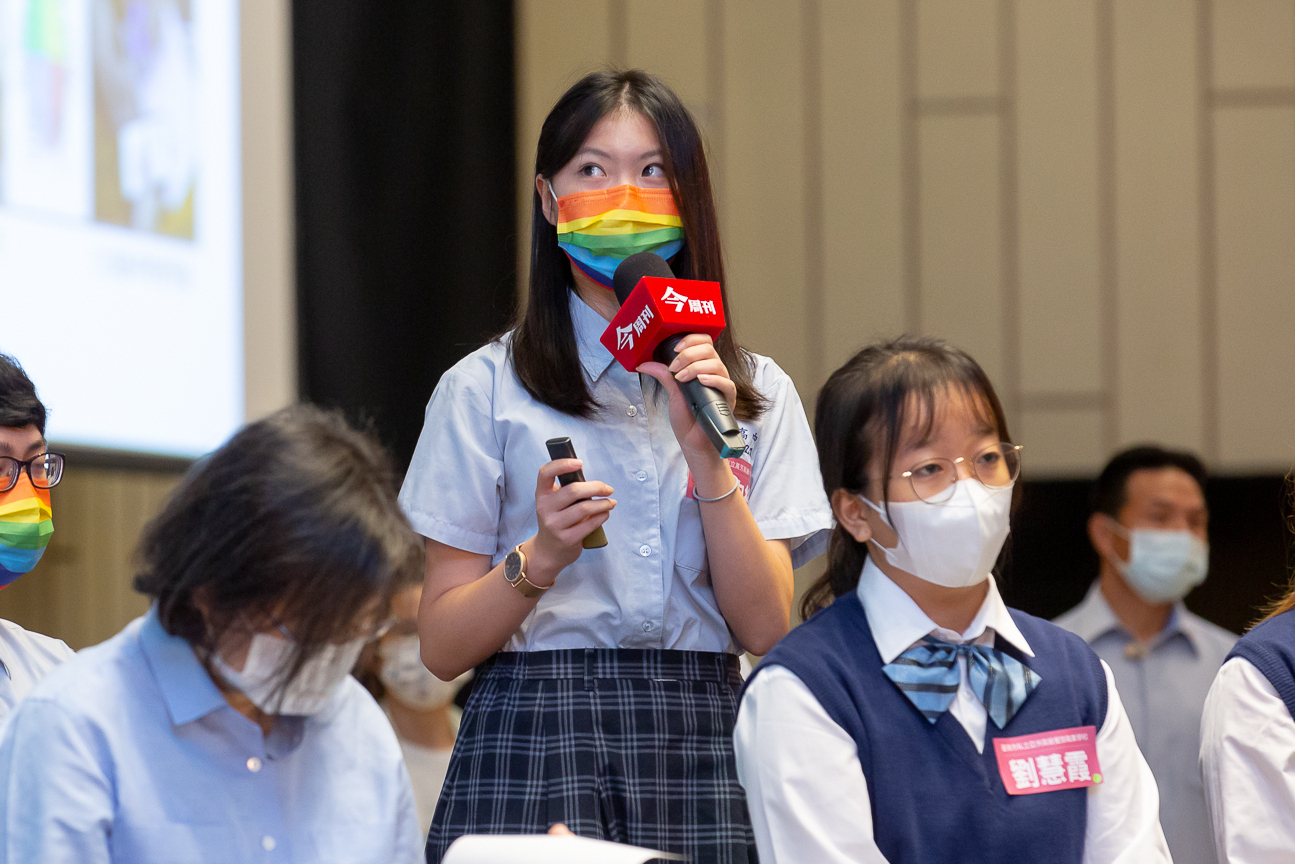
課外活動在臺灣教育體系中扮演越來越重要的角色

中華民國教育學制類似美國模式，採「六、三、三、四」架構：國民小學6年、國民中學3年、高級中學3年、大學學士班4年；另有碩士班1年至4年、博士班2年至7年。同時還擴大2歲以上至國民小學前的幼兒園教保服務。在2022年，教育科學文化預算占政府總預算20.2%。九年國民義務教育的實施分為國民小學（6歲至12歲）與國民中學（12歲至15歲），以九年一貫課程銜接學校教育，教科書需經過中華民國政府審定。高級中學校教育採「普通教育」與「技職教育」雙軌，分成普通型高級中等學校、五年制專科學校及技術型高級中等學校。
在2020年，國民中學的升學率已經達99.8%，而十二年國民基本教育課程綱要納入高級中等教育階段。中華民國政府還推動高等教育招生制度專業化、及多元彈性發展，幾乎所有人都可以就讀大學。過去高等教育機構快速增長，目前則推動大專校院整併、退場，截至2021年尚有137所大專校院與12所專科學校。臺灣頂尖的大專院校多是國立大學，其中國立臺灣大學被視為是最好的大學，其前身臺北帝國大學是臺灣第一所研究型高等教育機構。技職教育對接產業所需人才，具中等至高等教育體系，並注重縱向銜接與橫向轉軌。
臺灣傳統社會的階層頂端是受過教育的精英，而教育政策和產業政策的發展便能促成社會流動。由於對高等教育的重視，大專院校以上學歷人口已經超過高級中學程度者。許多學生前往美國、澳洲、英國、日本等地留學，大專校院亦招收境外學生與展開國際交流。臺灣在國際科學奧林匹亞生物、 化學、地球科學、數學、資訊和物理項目具有一定表現。中華民國政府還培育藝術教育、特殊教育、國家語言及雙語教學師資，並規劃原住民族及新住民教育、終身教育、家庭教育、高齡教育、數位教育等政策。至2021年，識字率為99.1%。

## 文化藝術

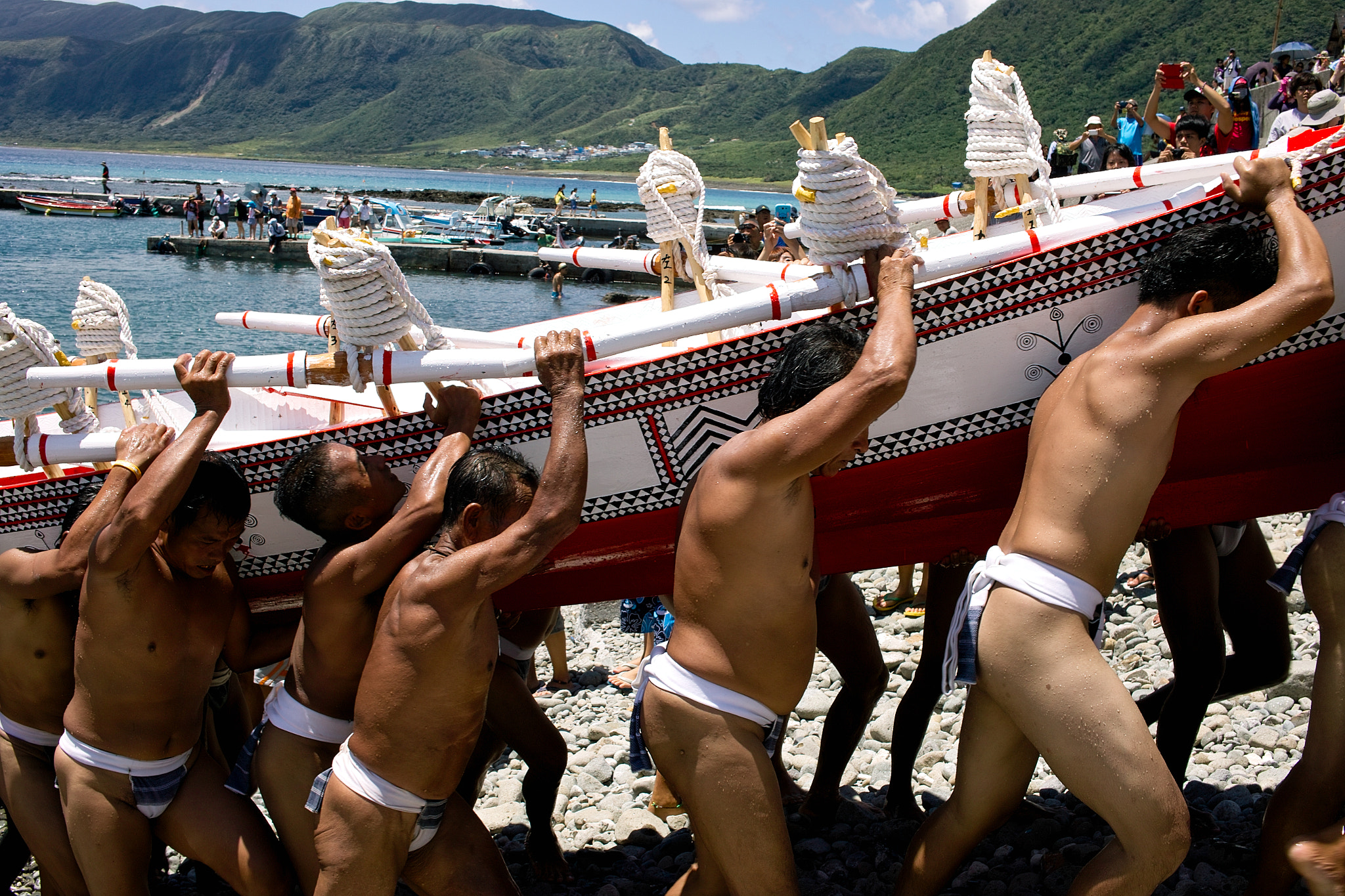
臺東縣蘭嶼拼板舟是達悟族經濟及生活上重要的工具

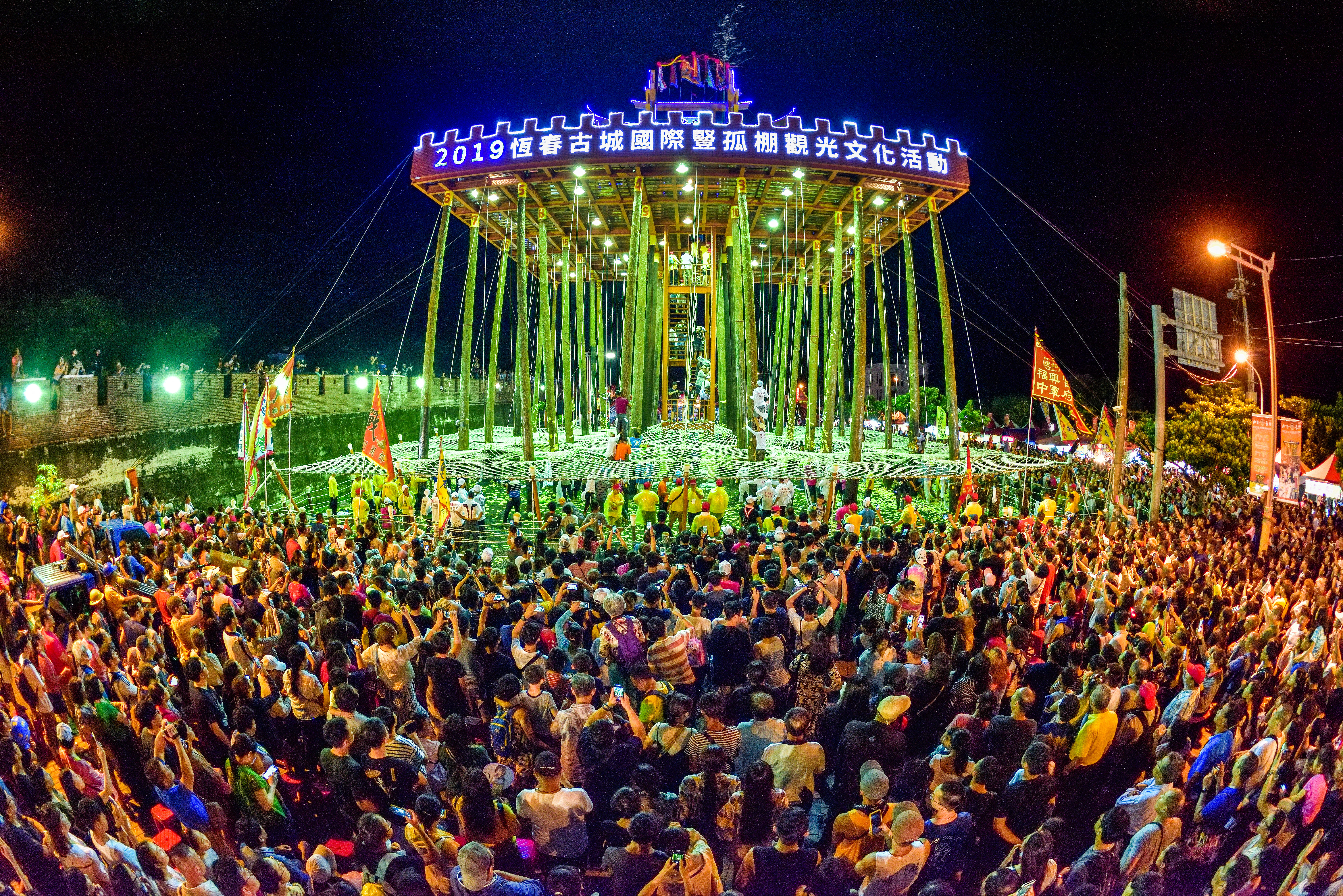
屏東縣恆春鎮的「搶孤」活動

臺灣是開放且包容的移民社會，具有多民族、多語言的文化樣貌。《中華民國憲法》明定保障自由權利、多元文化為基本國策，並應建設平等、均富的國家。這導致其核心價值除了民主、自由、人權、法治、平等意識外，亦推動全民健康保險、社會福利、多元語言文化、同性婚姻等政策。不過傳統社會仍以漢文化為主，屬父權制、父系制和階級制社會，日常生活圍繞在家庭、工作和教育上。不過隨著地方社會轉型，臺灣公民社會已經蓬勃且多元化發展，出現各類非政府組織、民間組織、社會運動、社區總體營造運動等。
同時，臺灣社會兼容閩南文化、客家文化、外省人文化、原住民族文化、日本文化、西方文化，且西方現代文化的影響力趨大。其中臺灣原住民風俗習慣各異，衍生各具特色的祭典文物，並藉藝術呈現文化精神。客家族群在臺灣形成客家文化，不同地區也發展出各自的特色，而臺灣新住民族群也保留自身傳統。中華民國政府把支持文化活動視為主要職責，各地興建大量公立博物館、表演場地設施，使臺灣成為亞洲藝術中心。其中國立故宮博物院便被譽為世界五大博物館之一，地方博物館與私立博物館亦快速增長，並典藏各式文物。

### 節慶假日
中華民國國定假日有1月1日中華民國開國紀念日（元旦）、農曆除夕至初三春節（農曆新年）、2月28日和平紀念日、4月4日兒童節、民族掃墓節（清明）、農曆5月5日端午節、農曆8月15日中秋節、10月10日國慶日。自2015年開始，國定假日與週末重疊會補假。其他傳統節日還有元宵節、七夕、中元節、重陽節、下元節、冬至、做牙等，並舉辦燈會、放天燈、放水燈、普渡、搶孤等活動。臺灣原住民族歲時祭儀分成祖靈祭、豐年祭與收穫祭、狩（漁）獵祭及農耕祭等傳統節慶，而客家族群亦會舉辦客家桐花祭、義民祭、龍等活動。

### 視覺藝術

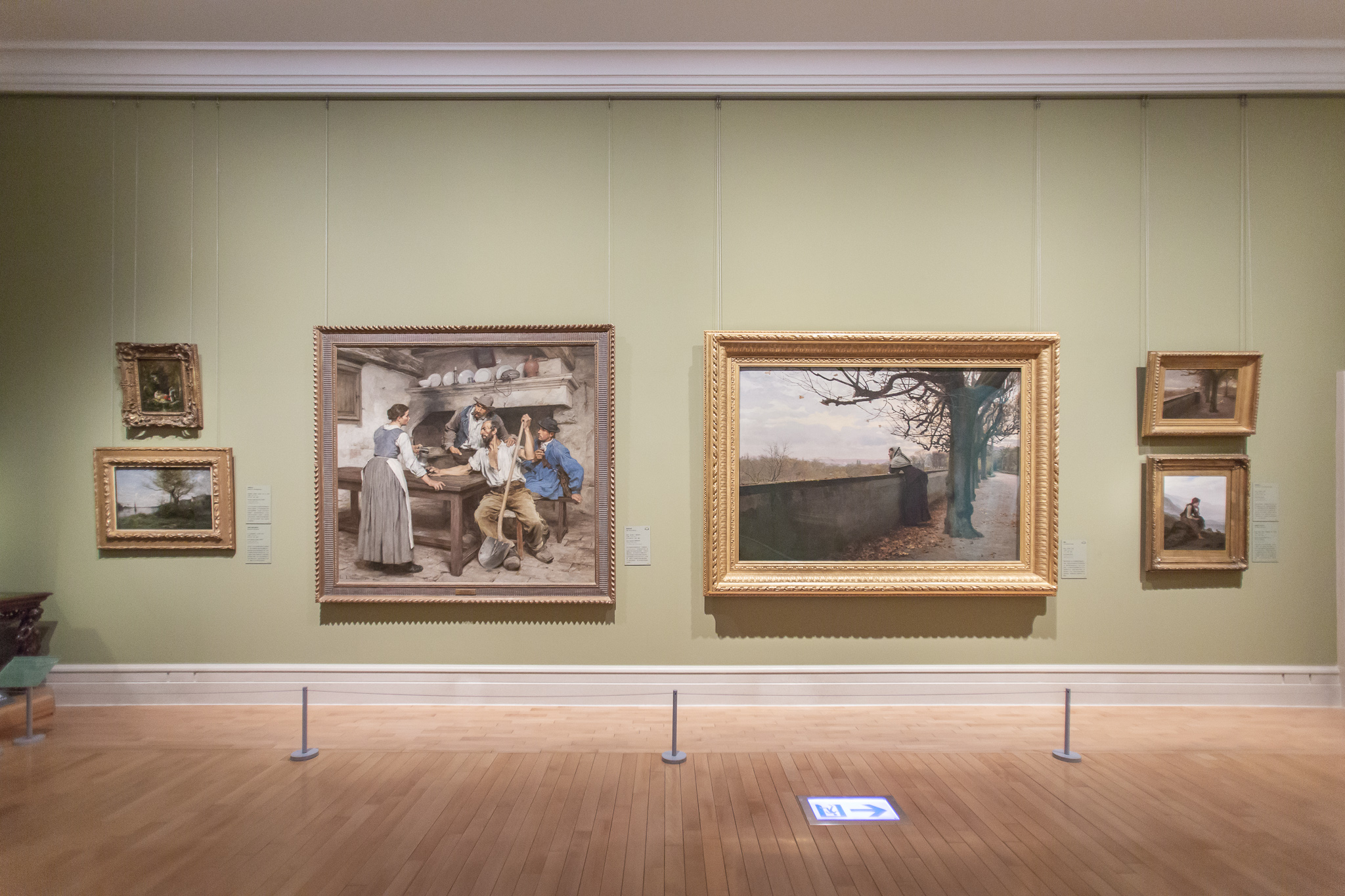
臺南市奇美博物館的展覽

臺灣原住民族有各具特色的織繡、雕刻工藝。清治時期文人推展傳統書法和水墨畫，民間有木雕、石雕、漆藝、陶藝、藺草編、竹工藝、纖維工藝、金屬工藝、紙藝等工藝。日治時期引進西洋畫及東洋畫觀念，地方題材成為特色。中華民國政府早期在臺灣推動中華文化復興運動，並因西方思潮與藝術運動衝擊，出現中國與西方、現代與傳統調和探索。其後的鄉土運動影響水墨等創作。1980年代起，出現裝置藝術、行為藝術等作品，關注政治、性別和族群等議題，並籌辦大型展覽。2000年後，臺灣藝術融入在地性與全球化、美術與科技的思考。
目前雕塑藝術因為傳統宗教和當代主題而盛行，版畫藝術有多元表現，攝影藝術則歷經日治時期人像攝影、戰後沙龍攝影、鄉土寫實攝影演進。工商設計與文化設計蓬勃發展，並結合當代工藝，逐漸發展出文化創意產業；而衣飾則已經西化。臺灣建築概分為臺灣原住民族建築、中式傳統建築、西洋式與中西混合型建築及戰後現代主義建築，都市地區普遍是公寓住宅。目前建築呈現多元面向的發展，其中臺北101在2004年至2010年間是世界最高的建築物。同時中華民國擁有許多歷史建築，並經中華民國政府指定為古蹟、歷史建築等有形文化資產保存管理。

### 文學出版

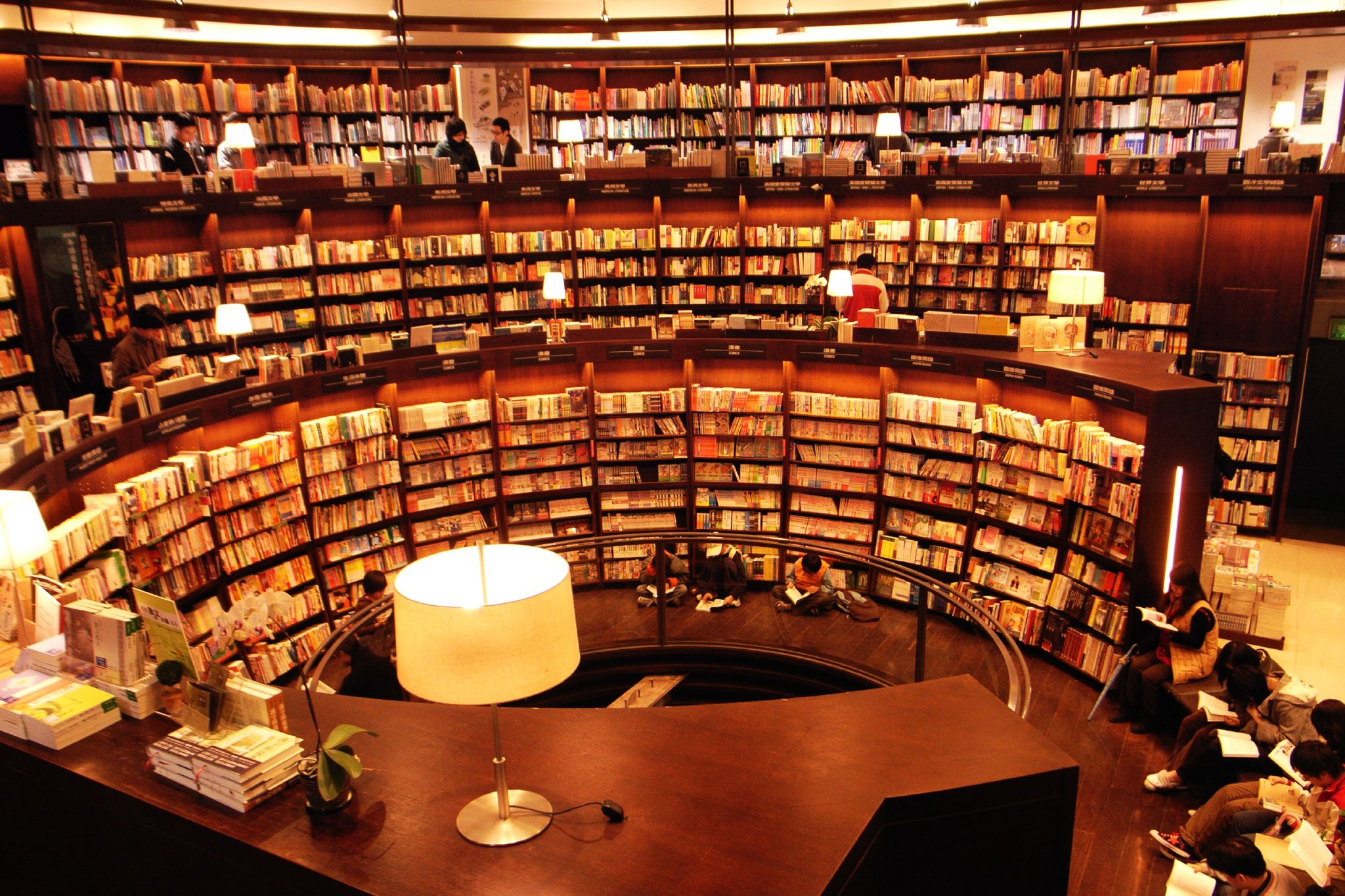
出版產業因為載體的更迭，帶來新的傳播形式及閱讀體驗

臺灣原住民族口傳文學是最早開始流傳的臺灣文學。古典漢詩文學源於17世紀，在明鄭時期、清治時期、日治時期持續維持一定創作人口，但其內容因身份認同而有所轉變。在日治時期還發展出吸收西方現代文藝思潮（寫實主義、超現實主義、現代主義）、反對殖民的新文學作品。1945年後，來自中國大陸的作家成為戰後文壇的主導，懷鄉文學、反共文學及軍旅文學成為風潮。1950年代至1960年代，現代詩、散文、小說創作開始受到西方現代主義文學的影響。1970年代，鄉土文學運動強調社會現實與歷史，與戰前的寫實主義傳統接軌。
1980年代後，文學創作與批評多元發展，出現女性文學、都市文學、環保文學、政治文學、同志文學、原住民族文學、客家文學、臺語文學、眷村文學、新住民文學、移工文學等作品。臺灣哲學吸取西方哲學與中國哲學，並受自由主義、存在主義等思想影響。中華民國政府還鼓勵臺灣漫畫建立內容品牌。圖書出版事業以小規模、本土經營為主，各地設有公共圖書館。2021年，書籍出版登記家數為1,924家，並有57,710種書籍上市。出版商翻譯大量外國著作，中文書籍亦在其他華文地區銷售。但整體紙本圖書市場持續衰退，線上書店與數位出版漸趨活絡。

### 表演藝術

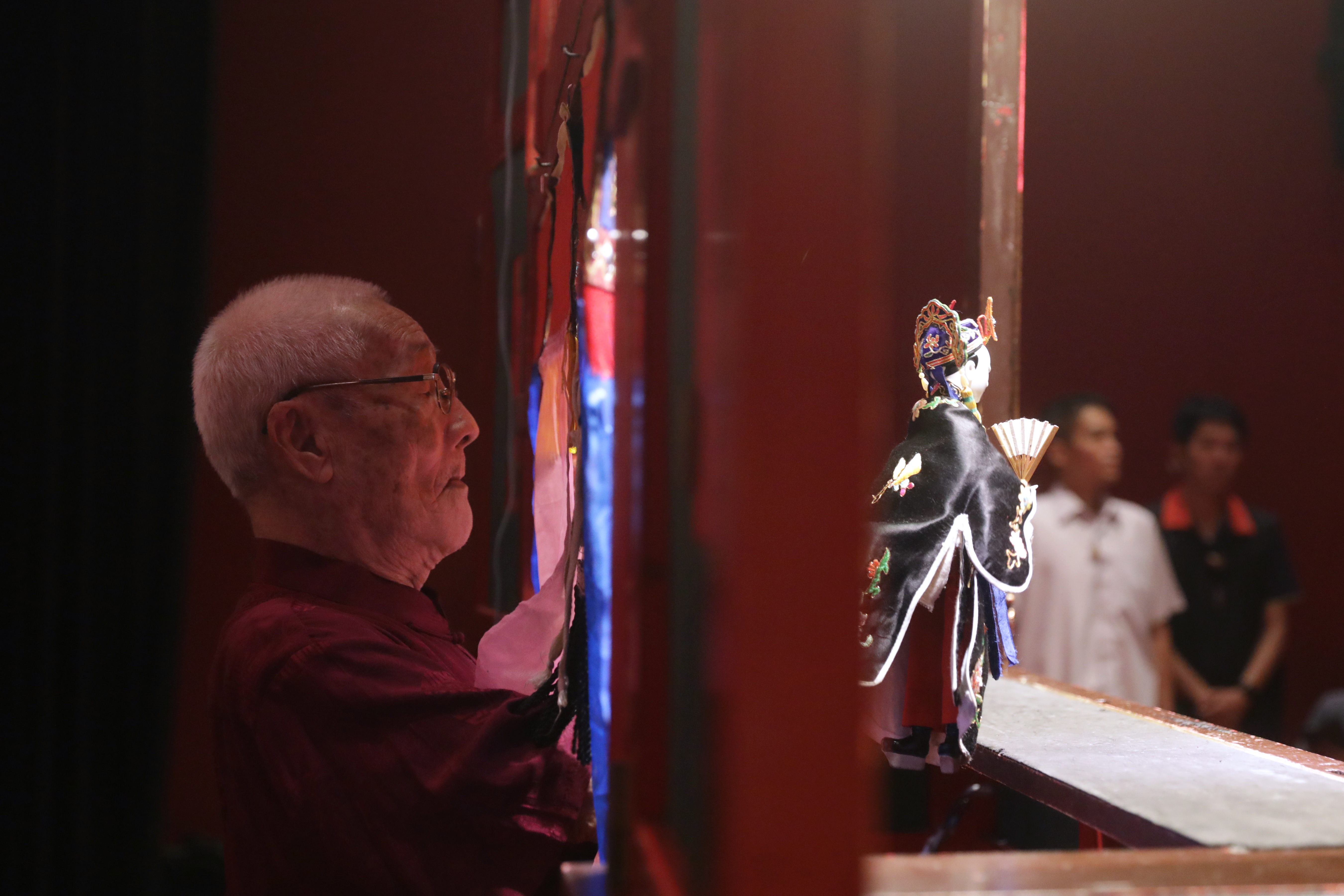
臺灣布袋戲是臺灣最普遍、且最重要的傳統表演文化之一

臺灣原住民族音樂分為歌舞音樂與器樂。漢民族音樂分為福佬與客家兩系，並有民俗音樂、戲曲音樂、器樂與宗教音樂類別，教會則引進西洋音樂。臺灣古典音樂及西式音樂在日治時期開始普及，後來出現「中西合璧」、「和漢交融」、現代主義及民族主義等風格音樂，不同西式音樂團體和國樂團體也相繼成立。在歷經白色恐怖時期後，臺灣相繼出現校園民歌、華語、臺語及客語流行音樂等通俗音樂風潮。目前臺灣流行音樂受到世界各地文化的影響，並創造許多華語歌手及經典歌曲。每年會舉辦理金曲獎、金音創作獎、臺灣原創流行音樂大獎等獎項。
過去傳統戲曲有南管戲、北管戲、高甲戲、四平戲、客家大戲、歌仔戲、京劇、豫劇、車鼓戲、牛犁陣、傀儡戲、皮影戲、布袋戲等，並歷經大量轉型與現代化。現代戲劇最早有日治時期的臺灣新劇運動，其後歷經反共抗俄劇，再受西方當代劇場藝術與國際交流影響。目前現代化商業劇場多元成長，亦出現探索藝術形式的前衛小劇場。舞蹈藝術受不同文化傳統影響，引入芭蕾舞、現代舞、民族舞蹈等，並發展出高等舞蹈教育與專業舞團。中華民國政府還在各地興建可供表演的現代化劇場、文化中心或演藝廳。

### 烹調飲食

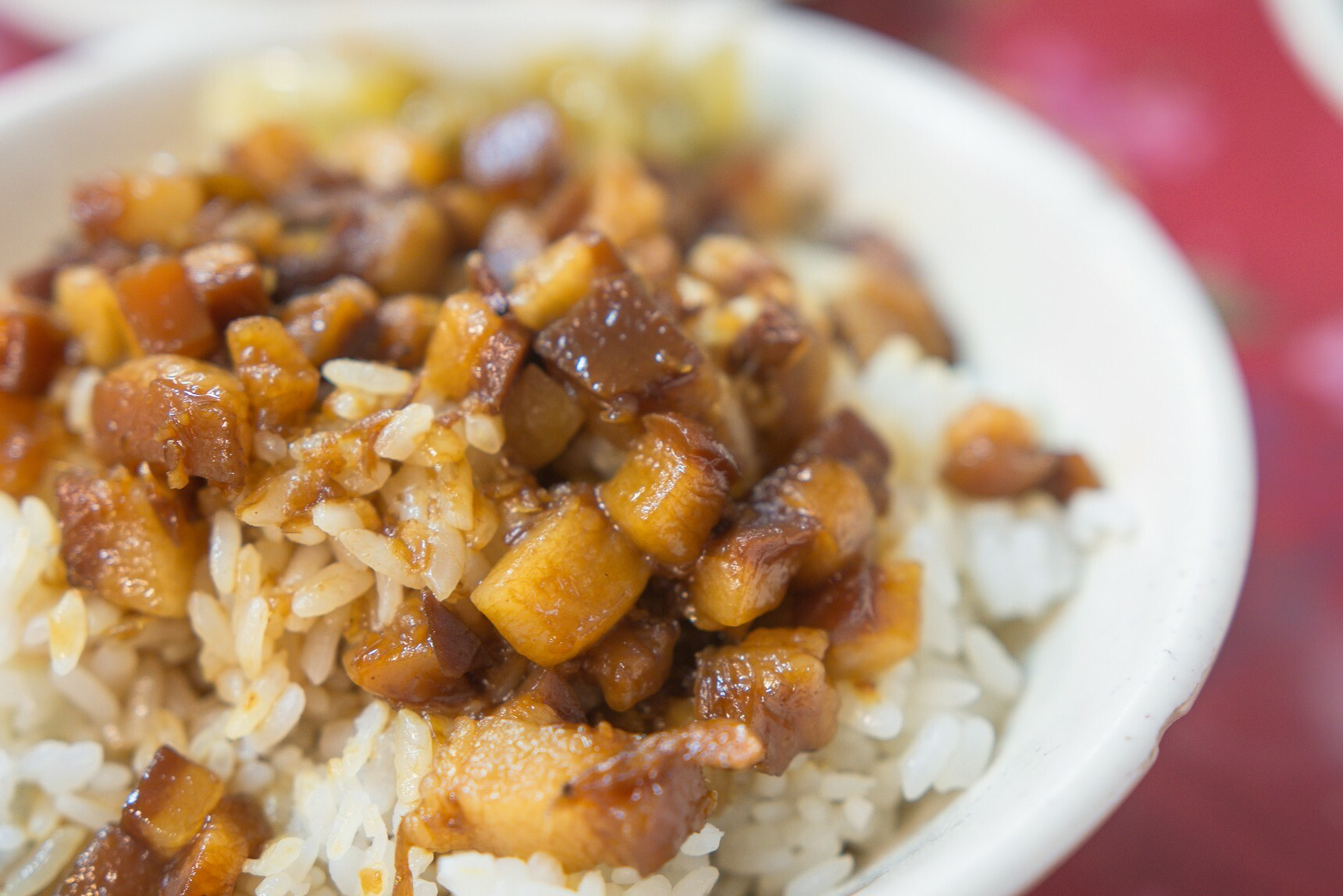
從街邊小攤到國宴場合均可以見到臺灣標誌性的滷肉飯

臺灣多樣料理在其文化中扮演核心角色，家庭習慣與成員共同用餐，但也經常在餐廳或夜市消費。臺灣原住民族以粟、山芋、甘藷、旱稻為主食，並狩獵山豬或捕獲漁產。漢人農業社會以米飯為主食，分成清淡不膩的閩南菜與重口味的客家菜，亦形成醬菜文化。日治時期，日本料理成為普遍菜色，出現北投酒家菜、佛跳牆等菜餚。隨著中華民國政府遷往臺灣，帶來中國大陸各地烹調菜色，包括京菜、魯菜、川菜、蘇菜、浙菜、閩菜、粵菜、湘菜八大菜系的菜餚。隨著養殖技術進步，各地享有多樣海鮮，並因宗教信仰流行素食。
除了傳統中國大陸北方和南方料理，臺灣也逐漸引入各國飲食文化，並出現精緻餐飲和速食文化。同時還有小籠包、滷肉飯、油飯、羊肉爐、鵝肉、棺材板、牛肉麵、肉圓、蚵仔麵線、大餅包小餅、生煎包、臭豆腐、雞排、蚵仔煎、蔥抓餅、鹽酥雞、烤玉米、鹽水雞、珍珠奶茶、刨冰、鳳梨酥、黑糖糕等小吃飲品與地方特產。另有春節圍爐、元宵節湯圓、端午節粽子、中秋節月餅等年節習俗，以及藥燉排骨等藥膳食補。茶葉主流為文山包種茶、凍頂烏龍茶、白毫烏龍茶及鐵觀音，另有咖啡與酒品（埔里紹興酒、金門高粱酒、馬祖老酒等）。

### 傳播媒體

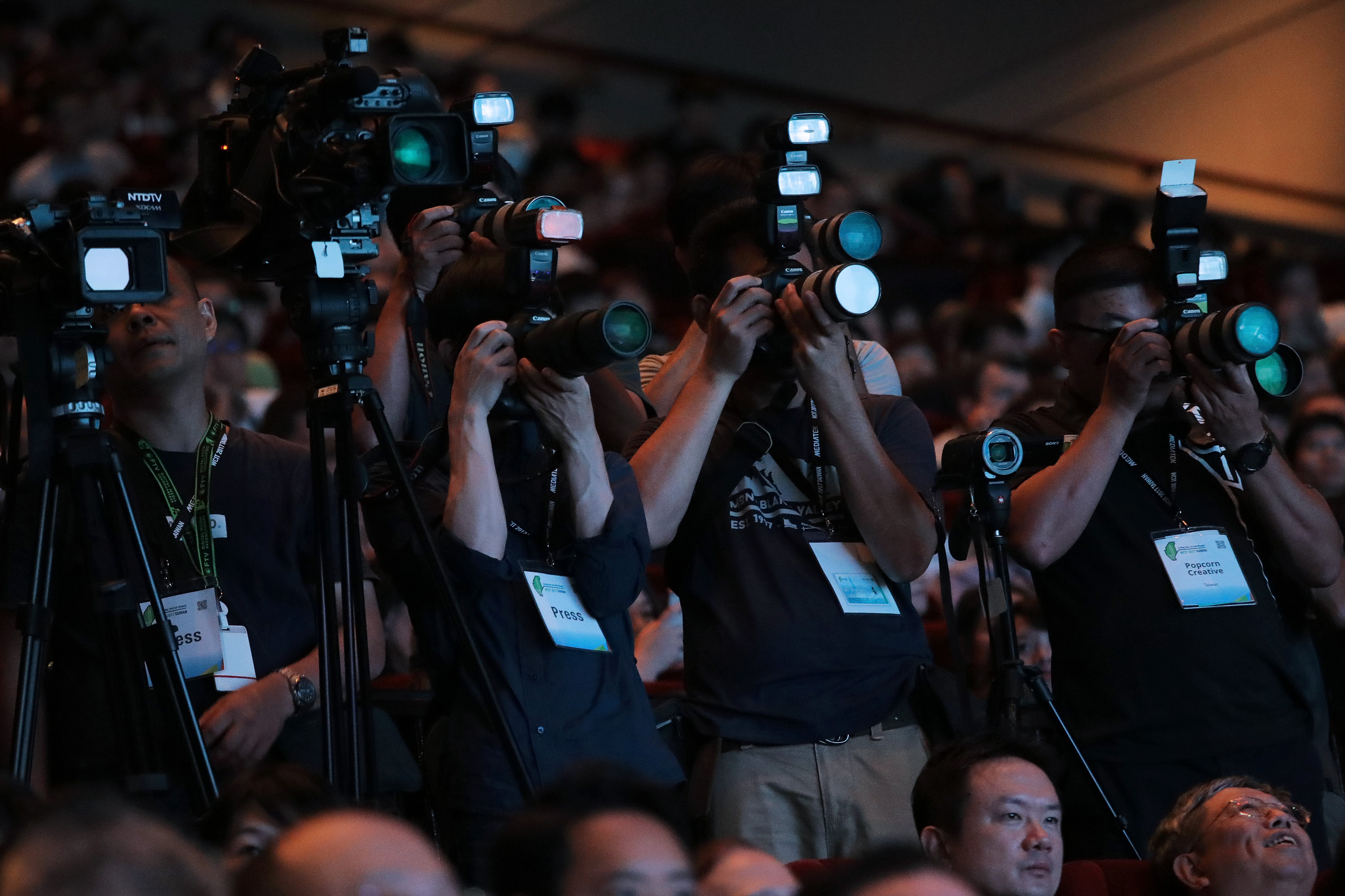
臺灣擁有亞洲最自由的媒體環境之一

中華民國媒體相當多元，且競爭激烈。2021年，彩色電視機普及率98.5%，有線電視頻道85.6%。其中有5家無線電視臺事業，播出23個數位節目頻道。臺灣公共廣播電視集團為公共媒體，辦理客家電視臺及原住民族電視臺。有線電視廣播業者有64家，提供80個至110個基本頻道節目，為最大收視平臺。目前有線電視業者多透過衛星頻道供應節目，共計91家、218個衛星頻道。中華民國政府輔導業者開發電視劇內容，辦理金鐘獎、金視獎頒獎等活動，並設置國際平臺TaiwanPlus。另有185家無線廣播事業，以音樂節目最受歡迎，並具多種語言。
中央通訊社是中華民國最重要的通訊社，另有數百家新聞機構。2020年，臺灣有32家通訊社、252家報紙出版商、1,267家雜誌出版商。《中國時報》、《聯合報》、《自由時報》是發行量最大的報紙，而財經資訊、企業管理、新聞時事、時尚雜誌廣受歡迎。2022年，臺灣在新聞自由指數排行第38名，領先韓國（第43名）、日本（第71名）、香港（第148名）、中國大陸（第175名）；不過相關新聞分析仍受到外部力量影響。臺灣還有來自20個國家、75家媒體派駐記者，並引進外國語言報紙與國際期刊雜誌。隨著紙本報紙和雜誌式微，多數媒體朝向數位發行發展。
臺灣電影最早始於日治時期，戰後則一度興起臺語電影。1960年代起，公民營電影公司盛行拍攝寫實電影與文藝片，並引進香港電影技術。1970年代起，功夫片和武俠片成為主流，其後愛國電影及小品電影也開始盛行。1980年代開始，中影公司主導臺灣新電影運動，探討社會、人文及歷史題材，另有大量紀錄片出現。隨著臺灣新電影運動結束、開放外片進口，臺灣電影產業一度沒落。直到21世紀初，年輕導演發展在地文化、恐怖、驚悚、犯罪、科幻、奇幻等類型電影。中華民國政府持續推動電影產業發展，並舉辦金馬獎、金穗獎等活動。

### 運動休閒

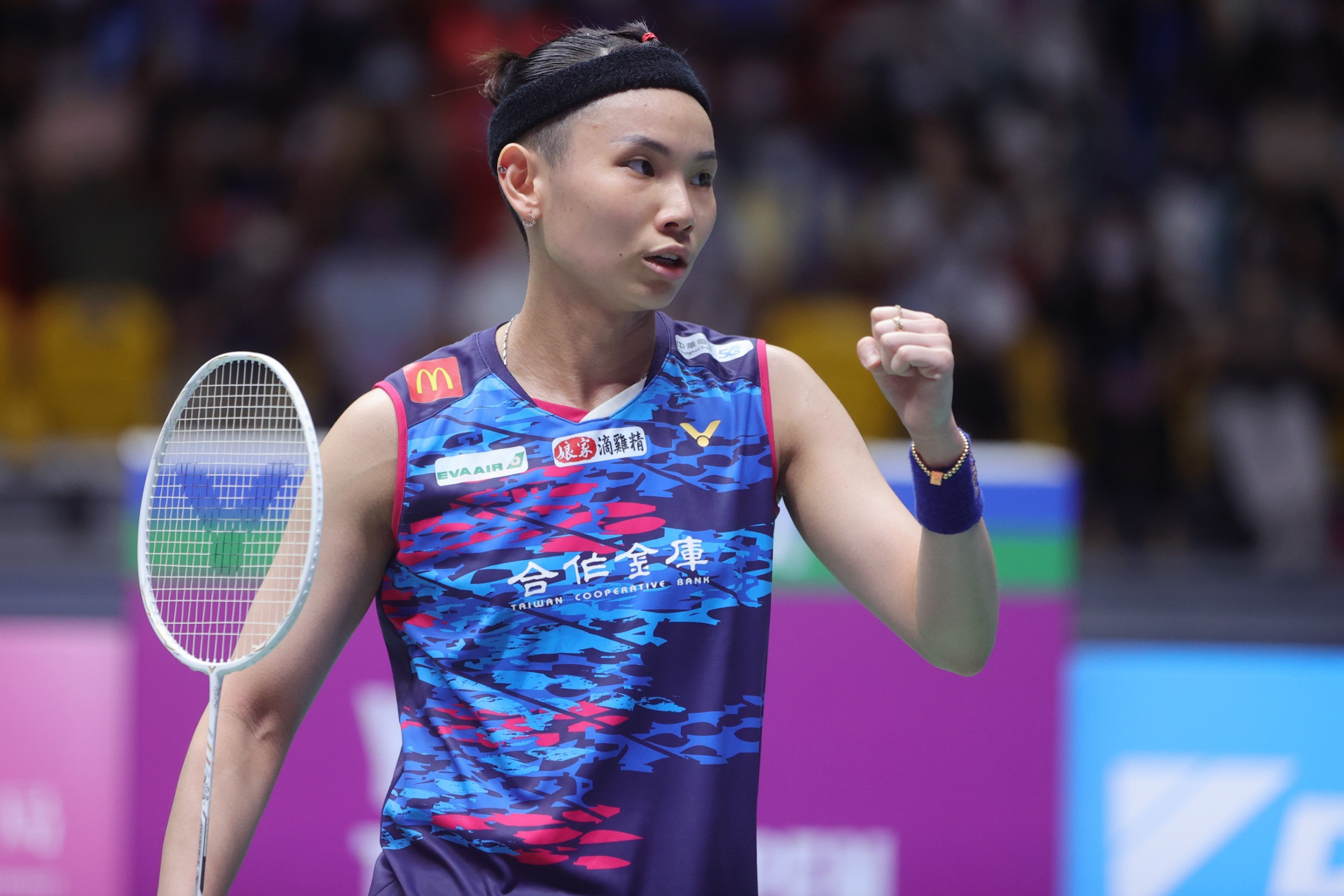
羽毛球運動員戴資穎在2016年印度尼西亞羽球公開賽贏得首座頂級超級賽冠軍

臺灣最受歡迎的體育運動包括棒球、籃球、橄欖球、網球和高爾夫球等。臺灣青棒球隊在國際級比賽有著不錯成績，並在1989年成立中華職業棒球聯盟。籃球是受到許多人（特別是年輕人）歡迎的運動之一。中華民國舉辦LPGA臺灣錦標賽等高爾夫球賽事，並在山坡或丘陵上興建高爾夫球場。臺灣每年還會舉辦數十場馬拉松比賽，臺北馬拉松是規模最大的賽事之一。許多人熱衷練習來自中國大陸、日本和韓國的武術，或在社區公園從事土風舞等活動。中華民國還是全球尖端自行車的外銷大國，推廣自行車比賽及休閒。
在中華人民共和國加入聯合國後並獲得承認後，中華民國在國際賽事往往只能以權宜名稱「中華臺北」參加。儘管反對相關條件，但仍定期派出代表團參加奧林匹克運動會等國際體育賽事。中華民國在奧林匹克運動會競技項目中獲得多面獎牌，並在2020年夏季奧林匹克運動會創下最佳成績。中華民國在世界運動會、世界大學運動會、亞洲運動會、青年奧林匹克運動會、帕拉林匹克運動會、聽障奧林匹克運動會等賽事亦有獲獎紀錄。為了培育學校優秀運動人才，中華民國舉辦各項學生運動聯賽遴選運動人才，並推動體育學術、體育教學、校園競賽等措施。
中華民國定期舉辦全國運動會、全民運動會、全國原住民族運動會、全國身心障礙國民運動會、全國中等學校運動會、全國大專校院運動會等比賽。中華民國政府還推動運動環境改善，興設國民運動中心等體育場館設施，並鼓勵民間職業運動產業發展。多個城市設有公共自行車系統，並規劃環島自行車道路網。其他受歡迎的休憩方式還有爬山、散步、度假、電視、電影、音樂、跳舞、閱讀等，各類型登山運動相當風行。臺灣各地都有大型購物中心、連鎖百貨公司和特色商圈，臺灣中部更擁有多處渡假村及遊樂中心。

## 外部連結
- 我的E政府 （页面存档备份，存于）（繁體中文）
- 中華民國總統府 （页面存档备份，存于）（繁體中文）
- 行政院 （页面存档备份，存于）（繁體中文）
- 立法院 （页面存档备份，存于）（繁體中文）
- 司法院 （页面存档备份，存于）（繁體中文）
- 考試院 （页面存档备份，存于）（繁體中文）
- 監察院 （页面存档备份，存于）（繁體中文）
- 中華民國統計資訊網 （页面存档备份，存于）（繁體中文）
- 交通部觀光署 觀光資訊網 （页面存档备份，存于）（繁體中文）